# Battaglia di Eckmühl
La battaglia di Eckmühl fu combattuta tra le truppe francesi e alleate guidate da Napoleone e quelle austriache dell'arciduca Carlo tra il 21 e il 22 aprile 1809 nei pressi del villaggio omonimo, in Baviera.
La battaglia fu il momento culminante della prima fase della campagna di Germania nel corso della guerra della quinta coalizione, iniziata il 19 aprile. Napoleone, nonostante fosse stato colto in parte di sorpresa dall'improvviso e anticipato attacco austriaco in Baviera, seppe riprendere rapidamente il controllo della situazione e, con una serie di abili manovre, disgregò e sconfisse progressivamente l'armata dell'arciduca Carlo. Dopo essere stato battuto in una serie di combattimenti iniziali, l'arciduca rischiò di essere accerchiato a Eckmühl e dovette ripiegare a nord del Danubio, attraverso il ponte di Ratisbona per evitare la distruzione.
Nell'ultimo periodo della sua vita, Napoleone si mostrò orgoglioso della sua condotta militare durante la campagna culminata nella battaglia di Eckmühl; in effetti nella storiografia questa fase di continue marce e battaglie viene attualmente considerata una delle più grandi dimostrazioni della magistrale capacità dell'imperatore di pianificare e attuare manovre strategiche combinate, e una delle più riuscite operazioni della sua carriera. L'arciduca Carlo venne ripetutamente sorpreso dalle manovre di Napoleone e dovette subire costantemente l'iniziativa dell'imperatore che dimostrò la sua netta superiorità, l'armata austriaca finì per battere in ritirata in due gruppi separati, dopo aver subito pesanti perdite, senza poter difendere Vienna che venne raggiunta e occupata dalla Grande Armata il 12 maggio 1809.
La serie di battaglie tra la Grande Armata e l'esercito austriaco combattute in Baviera tra il 19 e il 23 aprile 1809 è nota anche come la "campagna dei Quattro Giorni".

## La guerra della quinta coalizione in Germania

### Tentativo di rivincita dell'Impero d'Austria
Il 23 dicembre 1808, durante una riunione dei dirigenti politico-militari dell'Impero austriaco, era stata infine presa la decisione di entrare in guerra contro la Francia napoleonica; il successivo Consiglio della Corona dell'8 febbraio 1809 confermò questa risoluzione. Fin dalla sua nomina a cancelliere Philipp von Stadion aveva progettato di tentare una guerra di rivincita contro la Francia per superare le dure clausole stabilite dalla pace di Presburgo, seguita alla disastrosa sconfitta della terza coalizione, e mettere fine al predominio di Napoleone in Europa. Il nuovo cancelliere, ambizioso e attivo, avrebbe voluto entrare in guerra fin dal 1807 ma l'imperatore francese appariva ancora troppo potente e il trattato di Tilsit sciolse la quarta coalizione, mentre da Parigi l'abile ambasciatore austriaco, Klemens von Metternich, invitava alla prudenza e consigliava di aspettare.

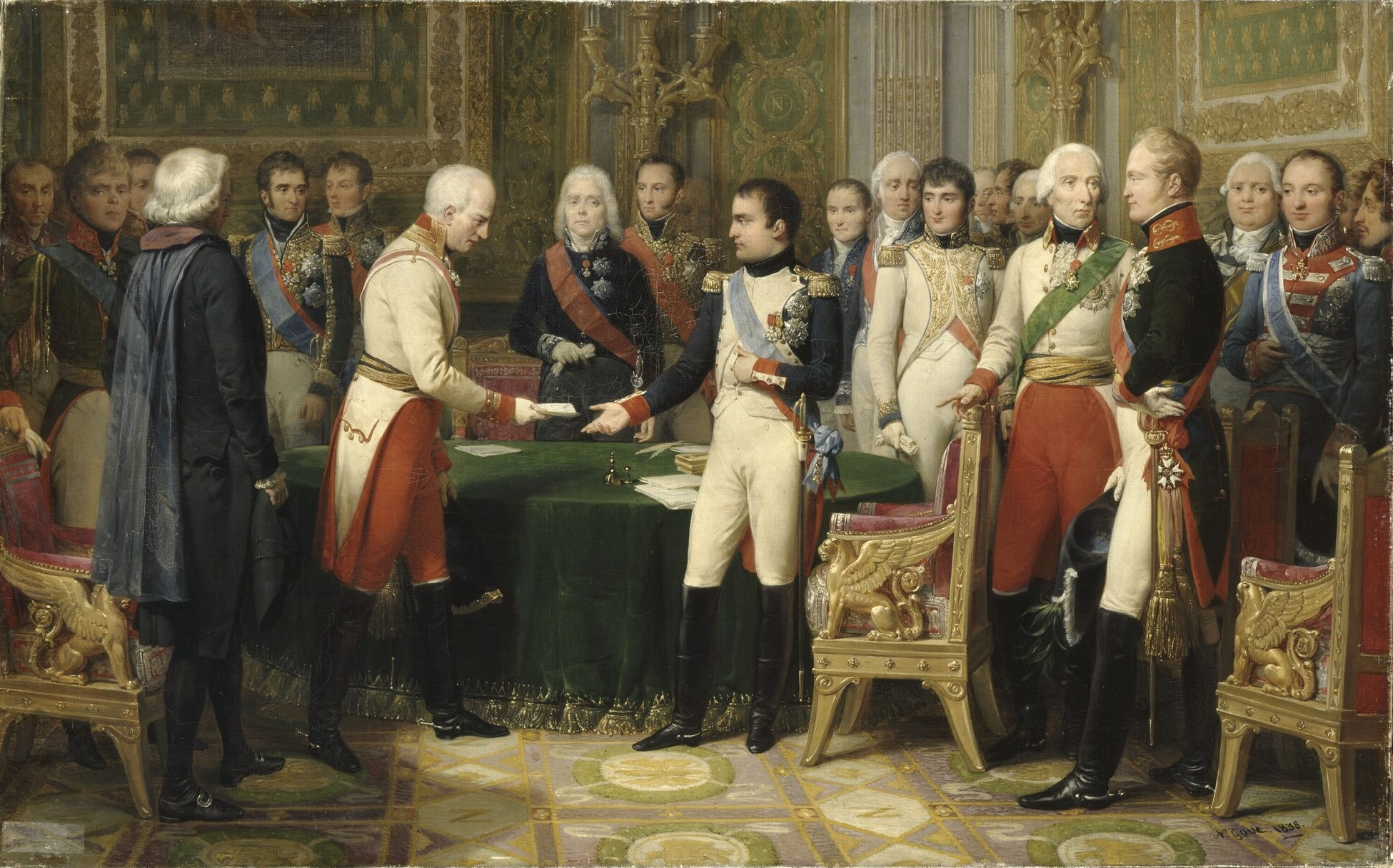
L'incontro di Erfurt nel settembre 1808 durante il quale Napoleone cercò di convincere lo zar Alessandro a intimidire l'Impero d'Austria per evitare una nuova guerra

Furono gli eventi nella penisola iberica che modificarono la situazione e spinsero il cancelliere Stadion a prendere l'iniziativa di una nuova guerra contro la Francia imperiale; l'insurrezione popolare spagnola e le iniziali sconfitte francesi entusiasmarono le correnti patriottiche dell'Impero, anche i nobili ungheresi appoggiarono la politica del cancelliere, l'aristocrazia europea antifrancese si concentrò a Vienna. Gli arciduchi erano favorevoli alla guerra e alla fine anche il prudente imperatore Francesco I cedette a queste pressioni e diede il suo consenso. Inoltre l'incontro di Erfurt del settembre 1808 sembrava confermare che lo zar Alessandro non era disposto ad appoggiare Napoleone contro l'Austria; l'imperatore francese era stato costretto, per ristabilire la situazione in Spagna a trasferire dal 12 ottobre 1808 la maggior parte della Grande Armata a sud dei Pirenei, lasciando solo forze ridotte in Germania. Da Parigi ora anche l'ambasciatore Metternich divenne favorevole alla guerra; egli affermava che Napoleone, disponendo di un solo esercito, in quel momento impegnato in Spagna, non era in grado di affrontare un'altra guerra con l'Austria; inoltre, sosteneva l'ambasciatore, l'ambiente parigino era preoccupato e la posizione dell'imperatore non sembrava più molto solida.
Solo l'arciduca Carlo, il comandante in capo austriaco, rimaneva dubbioso e riteneva pericolosa una nuova guerra con Napoleone; egli era impegnato dal 1806 in un vasto piano di riforme dell'esercito che tuttavia, pur avendo raggiunto buoni risultati, non era ancora completato. Dopo la disfatta del 1805 l'esercito imperiale, su impulso dell'arciduca, era molto migliorato: era stata creata la Landwehr popolare per aumentare le riserve, l'artiglieria era stata potenziata; vennero fatti tentativi di adottare le tattiche francesi, furono costituiti nove battaglioni di cacciatori; infine si organizzò l'esercito di campagna in corpi d'armata autonomi, secondo il modello della Grande Armata. Tuttavia, nonostante questi progressi, l'esercito austriaco era ancora inferiore alle truppe francesi: il sistema dei corpi d'armata venne adottato solo in parte, le truppe rimasero lente e appesantite dai carriaggi, lo stato maggiore era poco efficiente, le tattiche non migliorarono, gli ufficiali superiori erano anziani, poco energici e divisi da forti rivalità; soprattutto lo stesso arciduca Carlo si sarebbe dimostrato un condottiero non all'altezza di Napoleone.
L'arciduca Carlo era un comandante prudente, preparato e riflessivo, ma era ancora legato agli schemi operativi del Settecento, adatto a lente e metodiche campagne manovrate; egli inoltre era soprattutto abile nella guerra difensiva e mancava delle qualità di energia e di dinamismo necessarie. Affetto da crisi epilettiche, era pessimista e poco propenso a rischiare una guerra decisiva contro Napoleone.

### Piani e preparativi
Napoleone rientrò a Parigi il 23 gennaio 1809, egli aveva dovuto rinunciare a continuare il suo intervento diretto in Spagna ed era partito da Valladolid il 17 gennaio, dopo aver appreso dell'imminenza di una nuova guerra contro l'Austria, i cui preparativi bellici proseguivano velocemente; egli era anche preoccupato per le voci di torbidi intrighi di Maurice de Talleyrand e Joseph Fouché che sembravano minare la solidità del regime. Avendo lasciato oltre 190 000 soldati in Spagna, l'imperatore si trovava nella necessità di improvvisare un nuovo esercito per affrontare una guerra sul fronte tedesco contro l'Austria. Con una serie di energiche misure organizzative, Napoleone riuscì a costituire entro la fine di marzo 1809 la cosiddetta "Grande Armata di Germania", combinando i veterani del III corpo d'armata del maresciallo Louis Nicolas Davout, già presenti in Baviera, con numerosi contingenti degli Stati alleati tedeschi e con le reclute, inesperte e totalmente impreparate, appena richiamate delle classi del 1809 e 1810; infine la Guardia imperiale venne frettolosamente fatta venire dalla Spagna.
Nella primavera 1809 Napoleone disponeva quindi di circa 174 000 soldati in Baviera per affrontare l'attacco austriaco; a parte i veterani francesi del maresciallo Davout, qualitativamente questo nuovo esercito era molto inferiore alla vecchia Grande Armata del 1805; composto da molti soldati giovani o stranieri, era carente come sempre di mezzi e organizzazione. Inoltre al momento dell'attacco austriaco era comandato, in assenza dell'imperatore, dal maresciallo Louis Alexandre Berthier e non era ancora concentrato. All'inizio di aprile i vari raggruppamenti erano ancora disseminati in uno spazio di 150 chilometri e necessitavano di tempo per avvicinarsi; il maresciallo Davout si trovava a nord del Danubio tra Erfurt e Norimberga con 65 000 soldati; il II corpo del maresciallo Nicolas Oudinot con 20 000 uomini e il IV corpo del maresciallo Andrea Massena con 40 000 soldati, in maggioranza costituiti da giovani reclute, erano ancora lontani in marcia verso Augusta e Ulma, a sud del Danubio; il generale Dominique Vandamme era con l'VIII corpo, costituita da 13 000 soldati del Württemberg, intorno a Donauwörth; la Guardia imperiale si trovava ancora in Francia. Per coprire la concentrazione di questi corpi, in prima linea erano schierati solo i 30 000 soldati bavaresi del VII corpo del maresciallo François Joseph Lefebvre che sbarravano la linea dell'Isar.

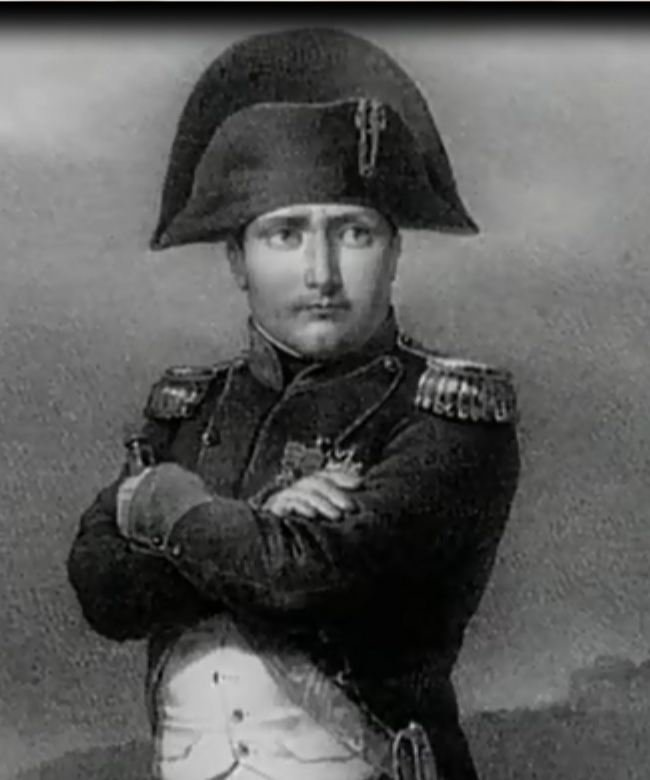
Napoleone Bonaparte

Già alla fine del mese di marzo Napoleone aveva diramato una prima direttiva di concentramento generale in cui prevedeva una serie di eventualità operative legate al tempo disponibile, alle distanze da percorrere dai vari corpi e anche alle probabili intenzioni del nemico; l'imperatore, sulla base delle informazioni disponibili, prevedeva un'offensiva austriaca intorno al 15 aprile con una direttrice di attacco principale a nord del Danubio, sboccando dalla Boemia. Se l'attacco fosse stato sferrato dopo il 15 aprile, Napoleone riteneva possibile raggruppare in tempo utile la sua armata intorno a Ratisbona, a tre giorni di marcia da Norimberga e a quattro giorni da Augusta. Nel caso in cui gli austriaci avessero anticipato l'offensiva, l'imperatore prevedeva che la concentrazione delle sue forze si sarebbe effettuata più indietro, tra Donauwörth, Augusta e Ingolstadt, sotto la copertura dei bavaresi del maresciallo Lefebvre.

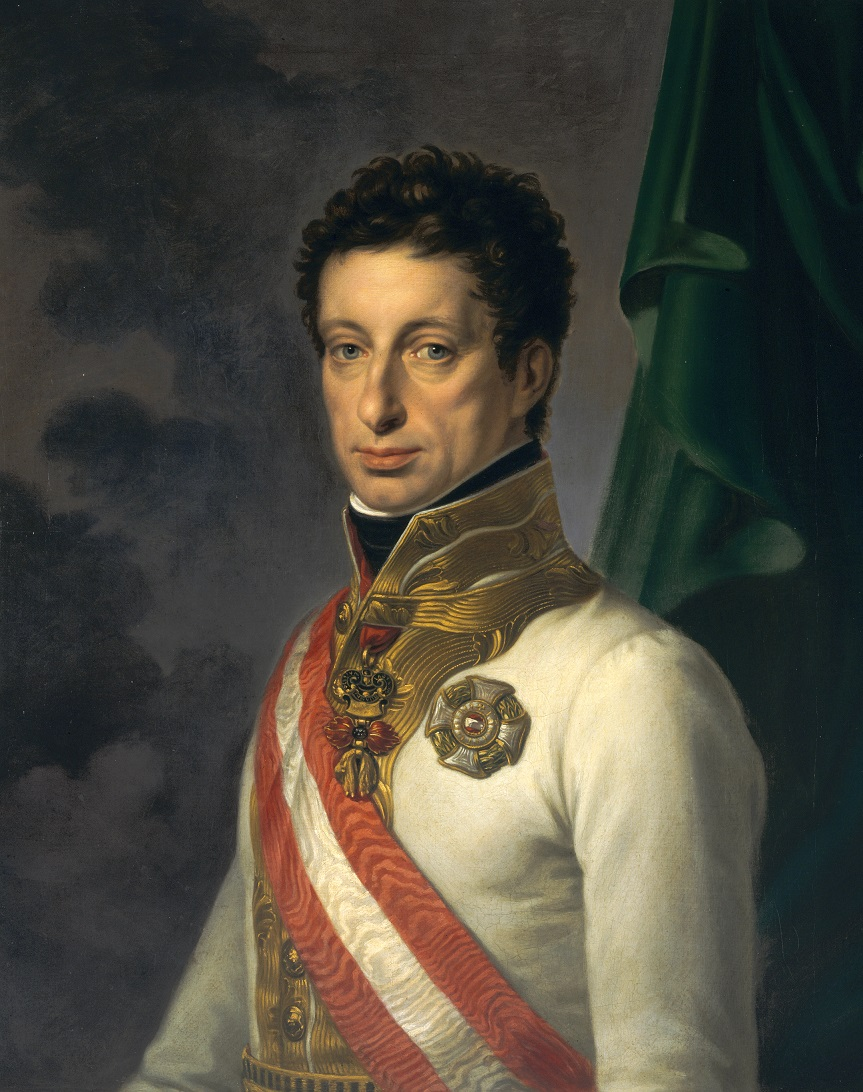
L'arciduca Carlo, comandante dell'esercito austriaco

Napoleone intendeva passare molto presto all'offensiva: se l'arciduca Carlo avesse attaccato a nord del Danubio verso Bamberga o verso Norimberga, egli sarebbe passato a nord del fiume attraverso i ponti di Ratisbona e, marciando in Boemia, avrebbe preso alle spalle il nemico; se invece gli austriaci avessero attaccato su entrambe le sponde del Danubio, l'imperatore, disponendo del nodo di comunicazioni di Ratisbona, si riteneva in grado di battere separatamente le forze nemiche. Nelle direttive che Napoleone inviò al maresciallo Berthier il 30 marzo 1809, l'imperatore prevedeva ancora il raggruppamento dell'armata intorno a Ratisbona entro il 15 aprile ma stabiliva in caso di improvvise difficoltà una seconda posizione di schieramento dietro il Lech.
L'esercito austriaco ammassato sul fronte tedesco al comando dell'arciduca Carlo era costituito da 200 000 soldati, divisi in sei corpi d'armata regolari e due corpi d'armata di riserva; essendo già pronto e disponendo del vantaggio dell'iniziativa, l'arciduca avrebbe potuto sfruttare la situazione e sferrare l'offensiva mentre l'esercito nemico era ancora in fase di raggruppamento. Il comandante austriaco in un primo tempo progettò di passare audacemente all'attacco a nord del Danubio, partendo dalla Boemia, per sbaragliare il corpo d'armata isolato del maresciallo Davout; a questo scopo sei corpi vennero raggruppati tra Praga e il Böhmerwald per un'offensiva che, condotta rapidamente e con energia, avrebbe potuto essere risolutiva. Ma l'arciduca Carlo si mostrò esitante: difficoltà sarebbero potute sorgere a causa delle caratteristiche irregolari del terreno e a causa della mancanza di collegamenti attraverso il Danubio; inoltre Vienna sarebbe rimasta esposta a possibili offensive nemiche a sud del fiume.
L'arciduca quindi, allo scopo principalmente di coprire meglio la capitale, si risolse a modificare il suo piano di operazioni decidendo di sferrare l'attacco a sud del Danubio per schiacciare le truppe bavaresi e occupare una posizione centrale strategicamente decisiva. Questo piano avrebbe potuto essere efficace se messo in opera rapidamente anticipando il raggruppamento nemico ma, a causa del tempo necessario per il trasferimento delle truppe e delle difficoltà logistiche, la manovra che richiedeva l'attraversamento del Danubio da parte della maggior parte dei corpi d'armata, venne completata, a partire dal 20 marzo, solo nella prima settimana di aprile. Questo nuovo piano, inoltre, prevedeva una pericolosa frammentazione delle forze: 58 000 soldati del I corpo del generale Heinrich Johann Bellegarde e del II corpo del generale Johann Kollowrat sarebbero rimasti a settentrione del Danubio per attaccare Ratisbona da nord, mentre gli altri sei corpi avrebbero attaccato in Baviera divisi a sua volta in due raggruppamenti, disperdendo in parte la loro potenza d'urto. Il III corpo del generale Federico di Hohenzollern, il IV del generale Franz von Rosenberg e il I di riserva del generale Johann von Liechtenstein avrebbero marciato con 66 000 uomini verso Ratisbona da sud, mentre il V corpo dell'arciduca Luigi, il VI del generale Johann von Hiller e il II di riserva del generale Michael von Kienmayer con altri 61 000 soldati avrebbero coperto il fianco sinistro della massa principale avanzando in direzione di Landshut.
Malgrado le carenze del nuovo piano di operazioni dell'arciduca Carlo, gli austriaci riuscirono nei primi giorni a mettere in difficoltà i francesi a causa della decisione di attaccare in modo improvviso senza preliminare dichiarazione di guerra e soprattutto per gli errori del maresciallo Berthier che, interpretando erroneamente le disposizioni di Napoleone, disperse ancor di più le sue truppe e, confuso e insicuro, rischiò di essere sopraffatto ed evitò la sconfitta solo grazie al tempestivo e risolutivo intervento diretto dell'imperatore.

### Comandanti della Grande Armata di Germania durante la campagna di Eckmühl

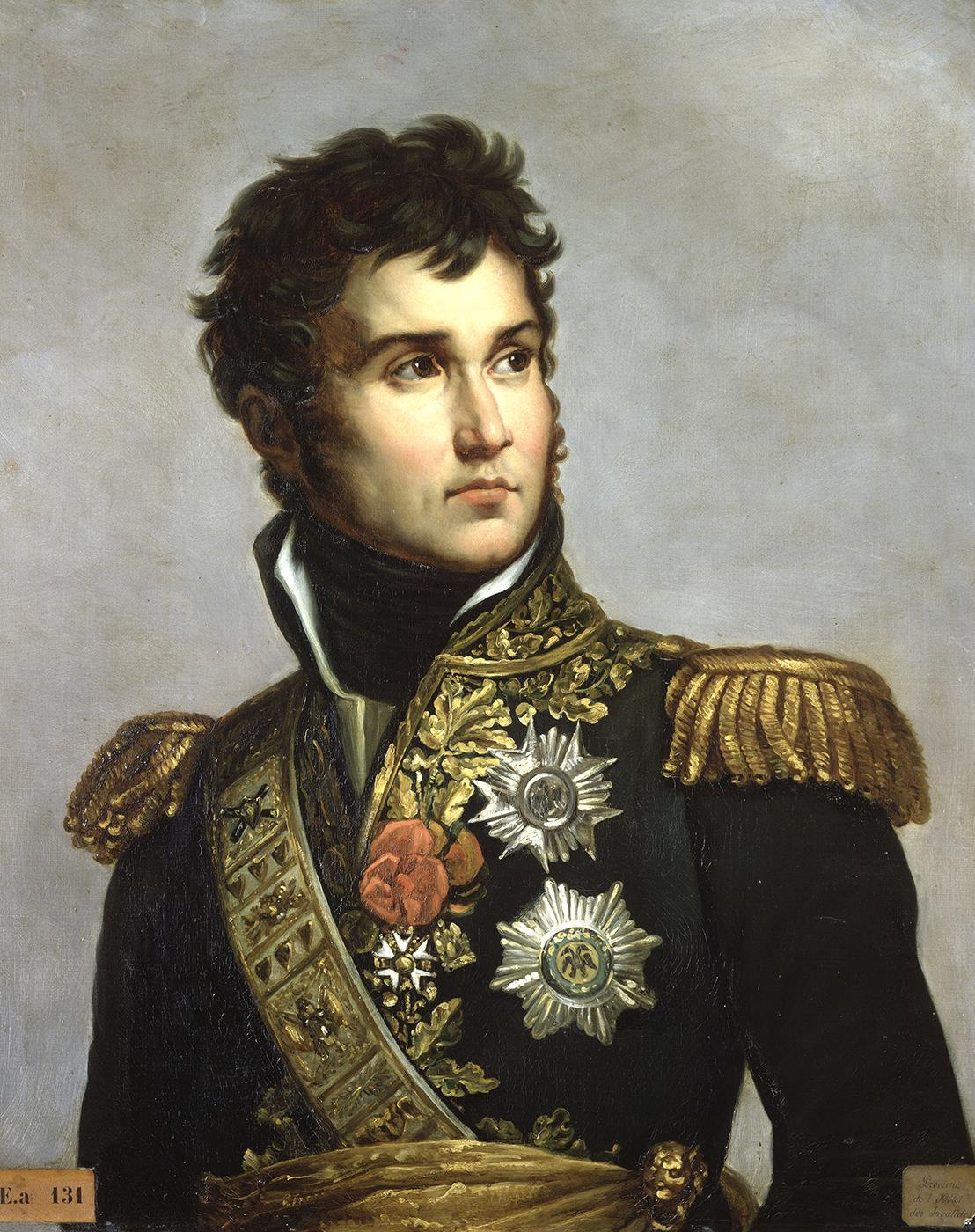
Corpo d'armata provvisorio, maresciallo Jean Lannes
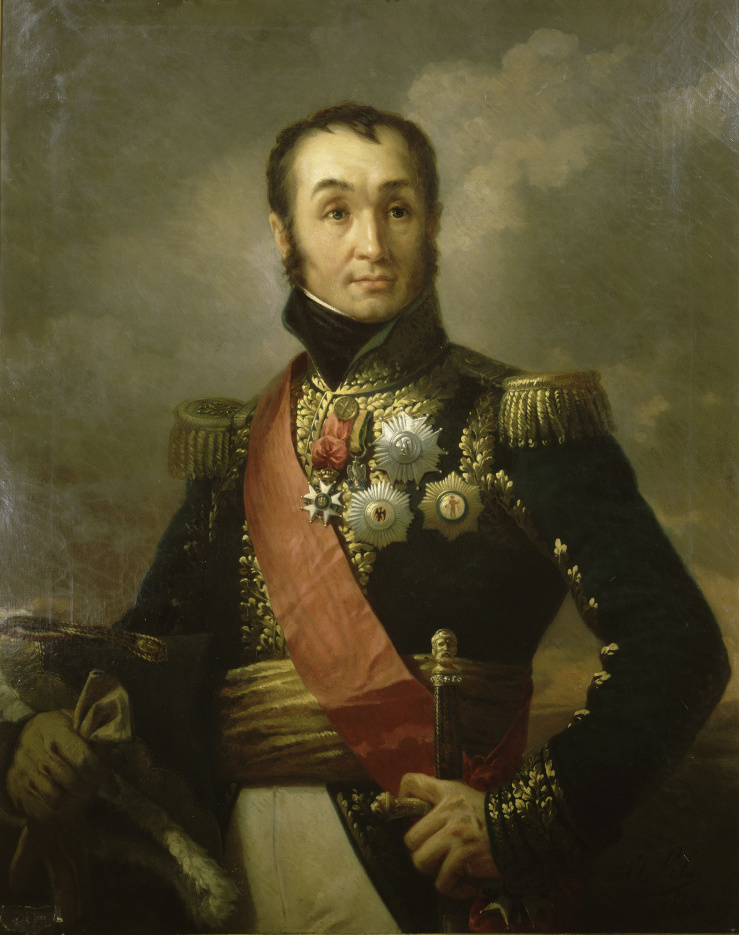
II corpo d'armata, generale Nicolas Oudinot
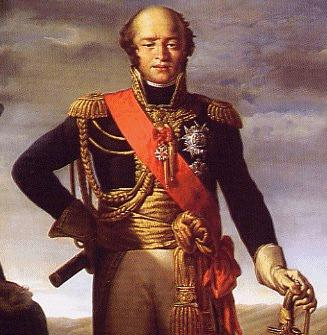
III corpo d'armata, maresciallo Louis Nicolas Davout
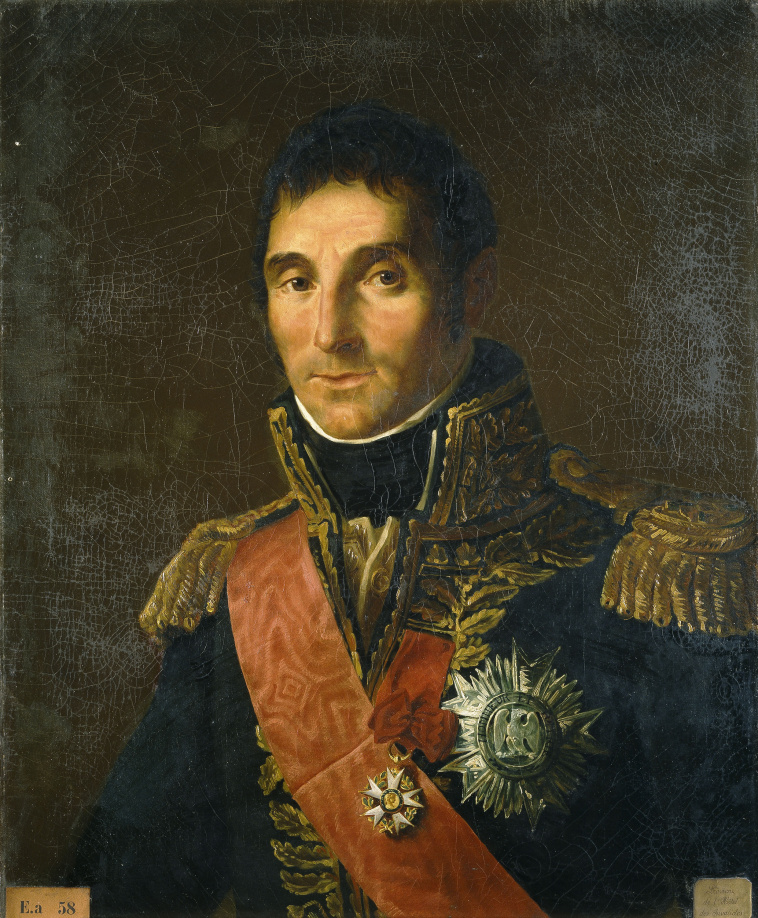
IV corpo d'armata, maresciallo Andrea Massena
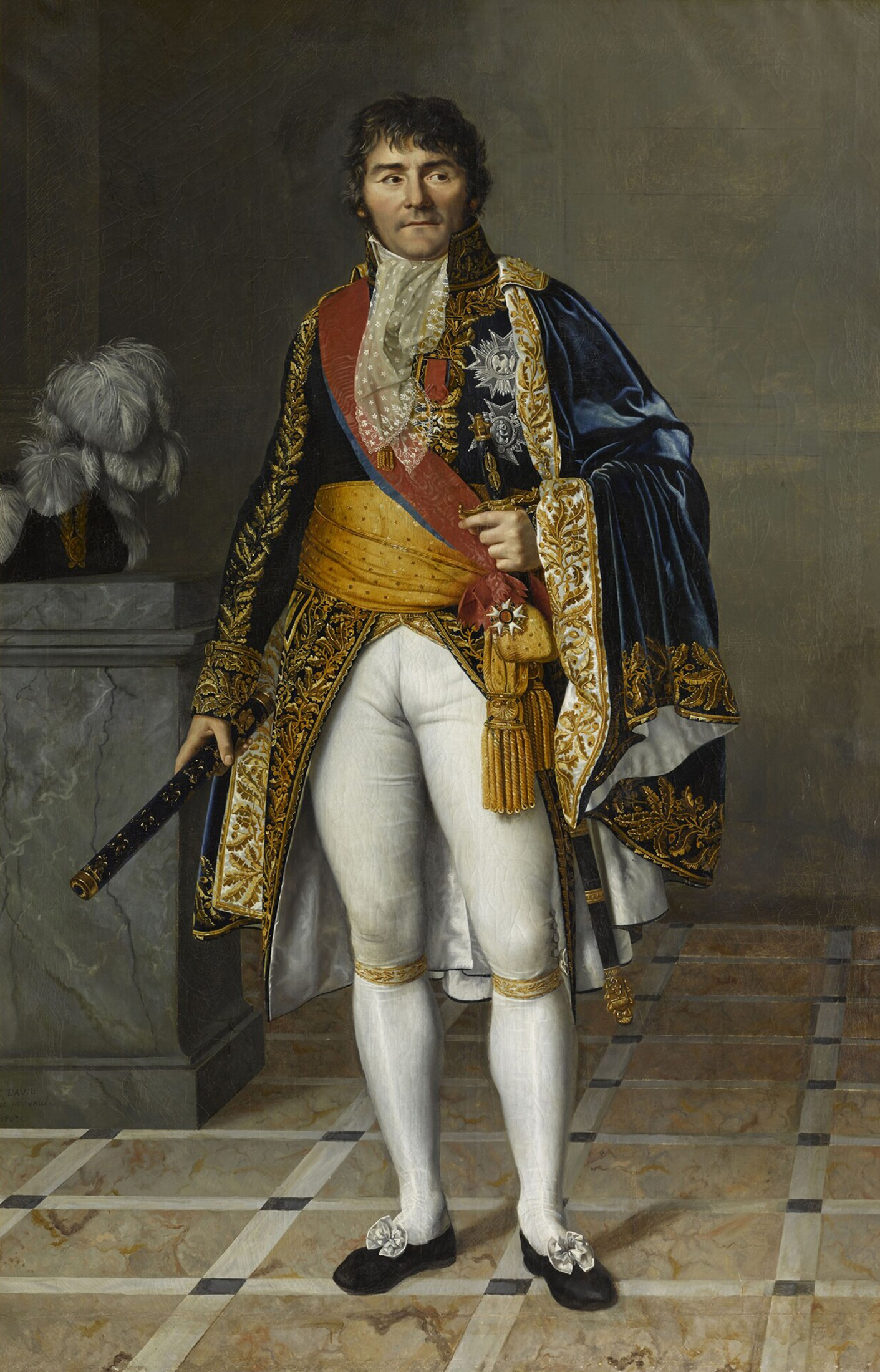
VII corpo d'armata, maresciallo François Joseph Lefebvre
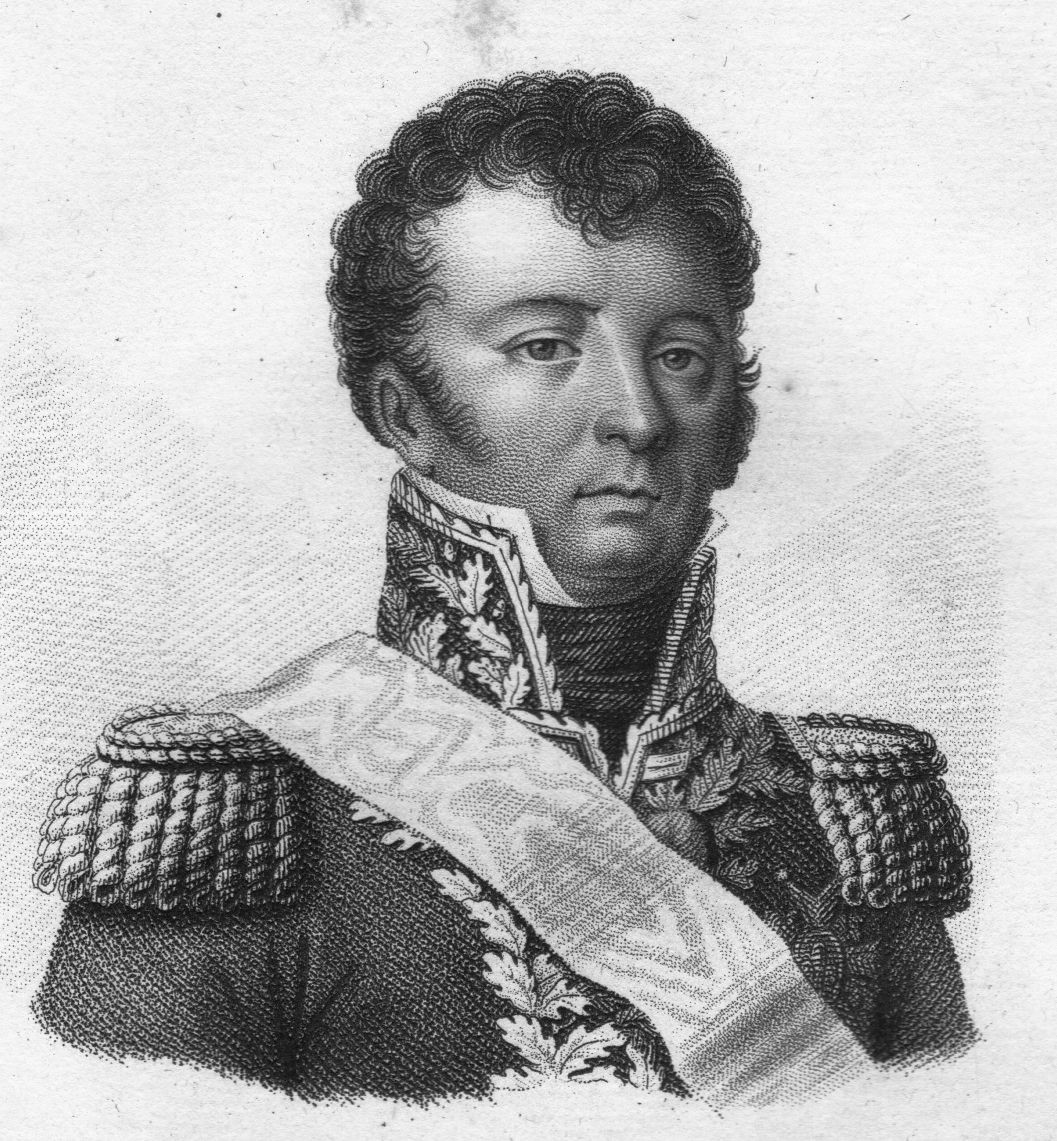
VIII corpo d'armata, generale Dominique Vandamme

### Comandanti dell'esercito austriaco in Baviera durante la campagna di Eckmühl

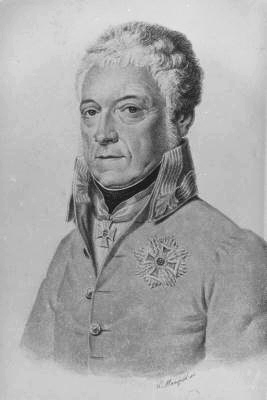
I corpo d'armata, generale Heinrich Johann Bellegarde
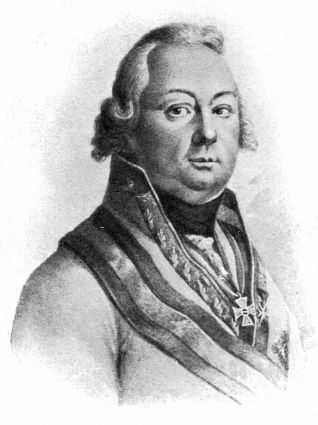
II corpo d'armata, generale Johann Kollowrat
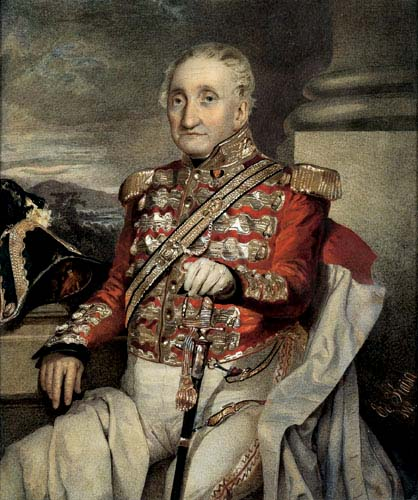
III corpo d'armata, tenente feldmaresciallo Federico Francesco Saverio di Hohenzollern-Hechingen
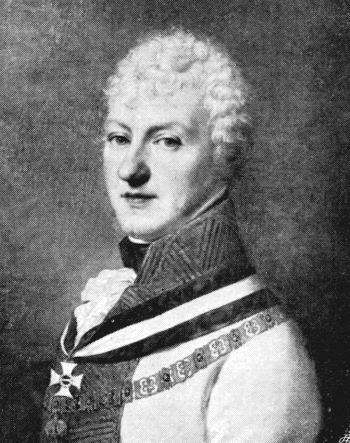
IV corpo d'armata, tenente feldmaresciallo Franz von Rosenberg
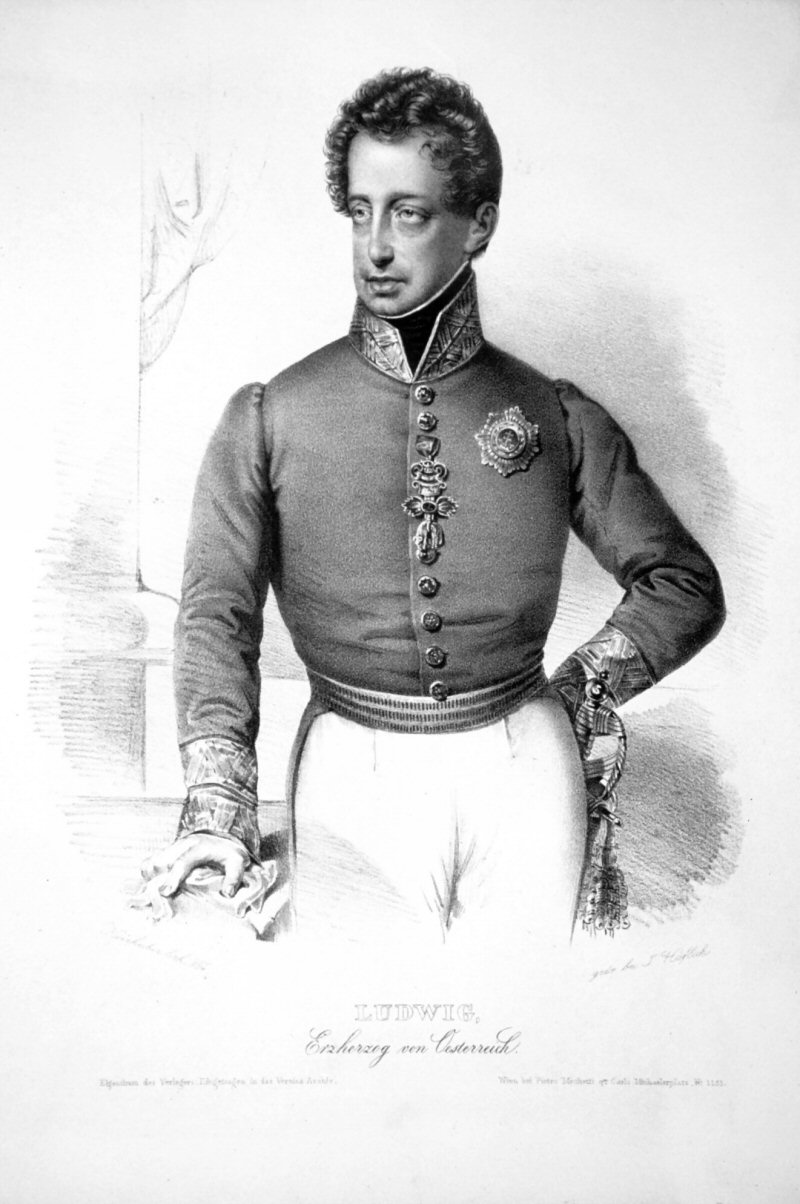
V corpo d'armata, tenente feldmaresciallo arciduca Luigi
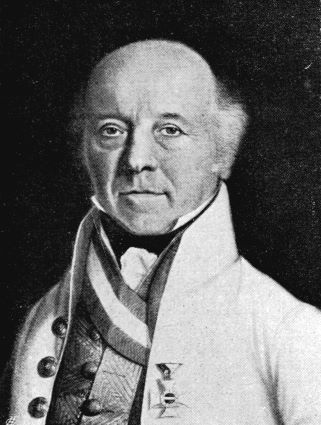
VI corpo d'armata, tenente feldmaresciallo Johann von Hiller
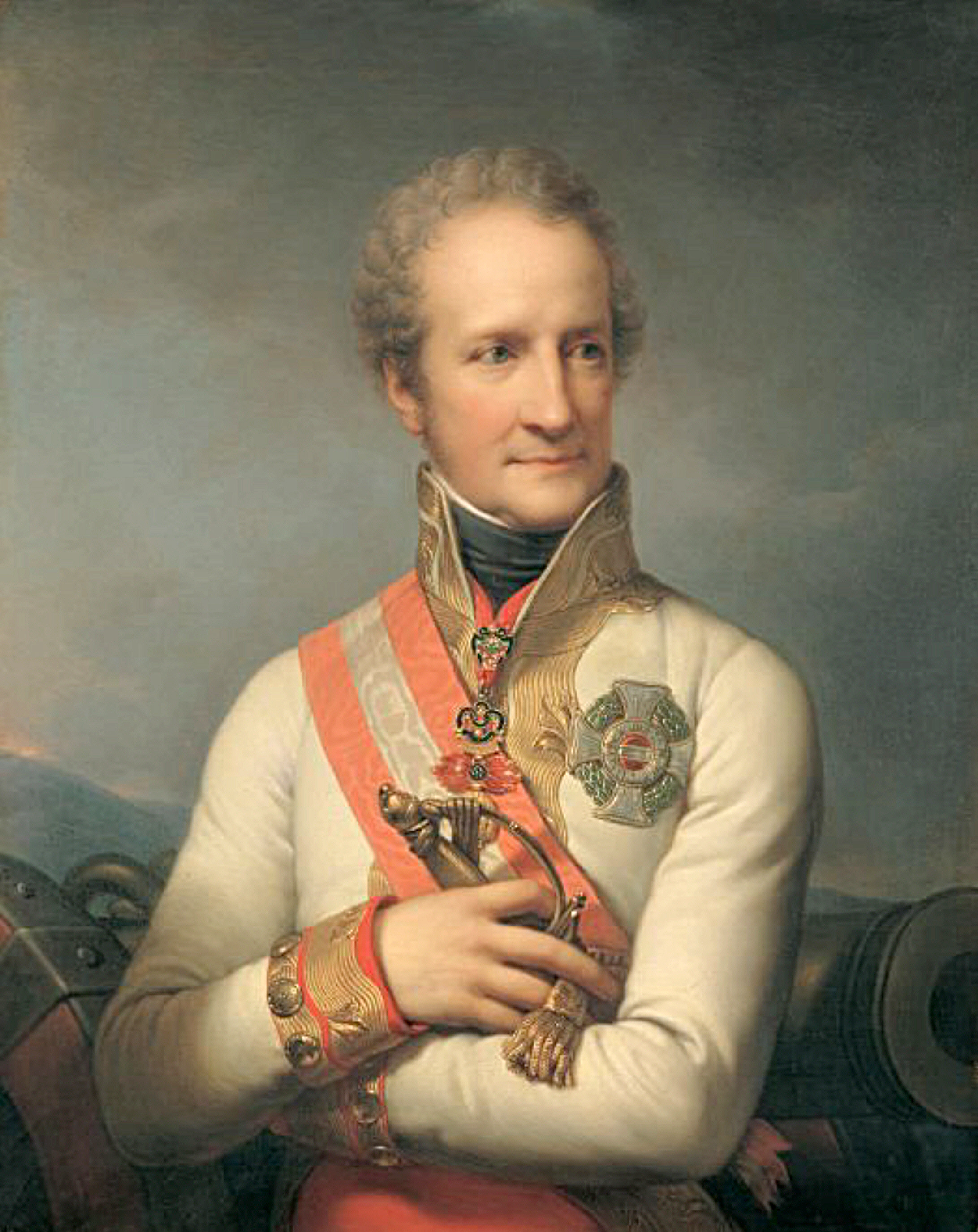
I corpo d'armata di riserva, generale Johann Joseph von Liechtenstein
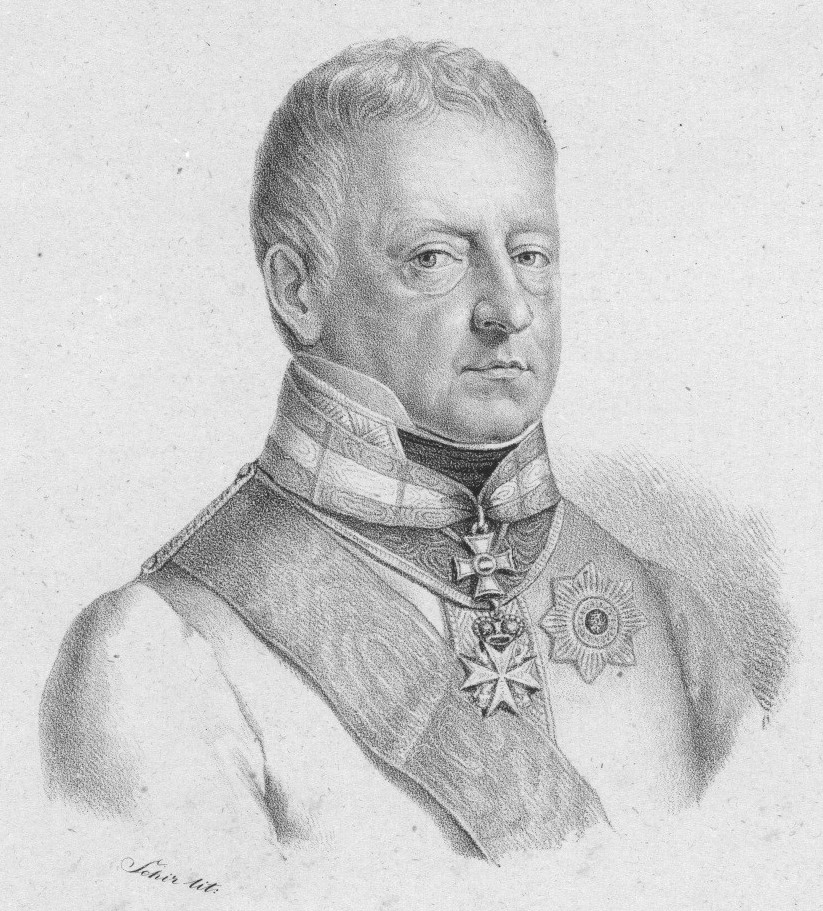
II corpo d'armata di riserva, generale Michael von Kienmayer

## Prima fase
(Dal proclama diramato da Napoleone alle truppe della Grande Armata all'inizio della campagna)

### L'offensiva austriaca e l'arrivo di Napoleone
L'attacco dell'esercito austriaco ebbe inizio il 9 aprile; preceduta da una scarna e secca comunicazione dell'arciduca Carlo all'ambasciatore francese a Monaco e al maresciallo Lefebvre, in cui il comandante annunciava la sua avanzata, la marcia dei corpi d'armata austriaci proseguì, dopo l'attraversamento dell'Inn al mattino del 10 aprile a Braunau am Inn, verso l'Isar, dove erano attestati i bavaresi del VII corpo, con l'obiettivo di raggiungere il Danubio a Neustadt per interporsi al centro dell'esteso schieramento nemico. Questo piano venne subito intralciato dalla lentezza dell'avanzata austriaca; l'arciduca Carlo impiegò sei giorni per portare il grosso delle sue forze a contatto della linea dell'Isar, e solo il 14 aprile i suoi soldati attaccarono i reparti bavaresi del VII corpo del maresciallo Lefebvre a Landshut, riuscendo nel pomeriggio a costringerli alla ritirata. Il V e il III corpo austriaco conquistarono teste di ponte sul fiume, mentre più a sud anche il VI corpo del generale Hiller attraversava l'Isar a Moosburg.

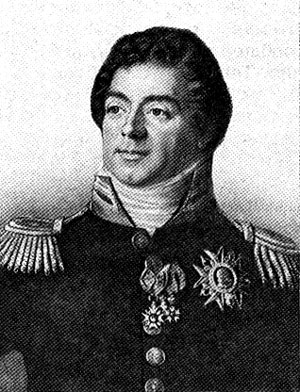
Il maresciallo Louis Alexandre Berthier non fu in grado di controllare la situazione prima dell'arrivo di Napoleone

Nel frattempo il maresciallo Berthier, dopo aver appreso solo l'11 aprile, mentre si trovava a Strasburgo, dell'offensiva austriaca, si era recato frettolosamente con il suo quartier generale a Donauwörth, dove giunse il 13 aprile; convinto che fosse ancora possibile una concentrazione avanzata della Grande Armata e, contrariamente agli ordini di Napoleone, il maresciallo diede disposizioni ai vari corpi d'armata di marciare in avanti verso Ratisbona. Quindi il maresciallo Davout che, alla notizia dell'attacco austriaco, aveva iniziato prudentemente a muovere in direzione di Ingolstadt con il III corpo, ricevette ordine di ritornare e difendere Ratisbona, mentre anche i marescialli Oudinot e Lefebvre avrebbero dovuto marciare verso questa città sul Danubio.
Le errate disposizioni del maresciallo Berthier, che rischiavano di disseminare le varie formazioni ed esporle isolate agli attacchi austriaci, apparentemente derivavano dalla sua errata interpretazione di un messaggio di Napoleone del 10 aprile, giunto la notte del 13 aprile, in cui l'imperatore, nell'ipotesi di un'offensiva nemica non prima del 15 aprile, ordinava di trattenere il maresciallo Davout intorno a Ratisbona. In realtà in un precedente messaggio a mezzo telegrafo ottico, che però per motivi tecnici non raggiunse il maresciallo Berthier prima del 16 aprile, Napoleone disponeva espressamente invece che, essendo imminente l'attacco dell'arciduca Carlo, il raggruppamento della Grande Armata si effettuasse tra Augusta e Donauwörth. Dopo due giorni di confuse manovre, il 16 aprile il maresciallo Berthier, disorientato e intimorito dall'incertezza degli eventi, inviò un drammatico messaggio a Napoleone in cui richiedeva il suo intervento al più presto per controllare la situazione.

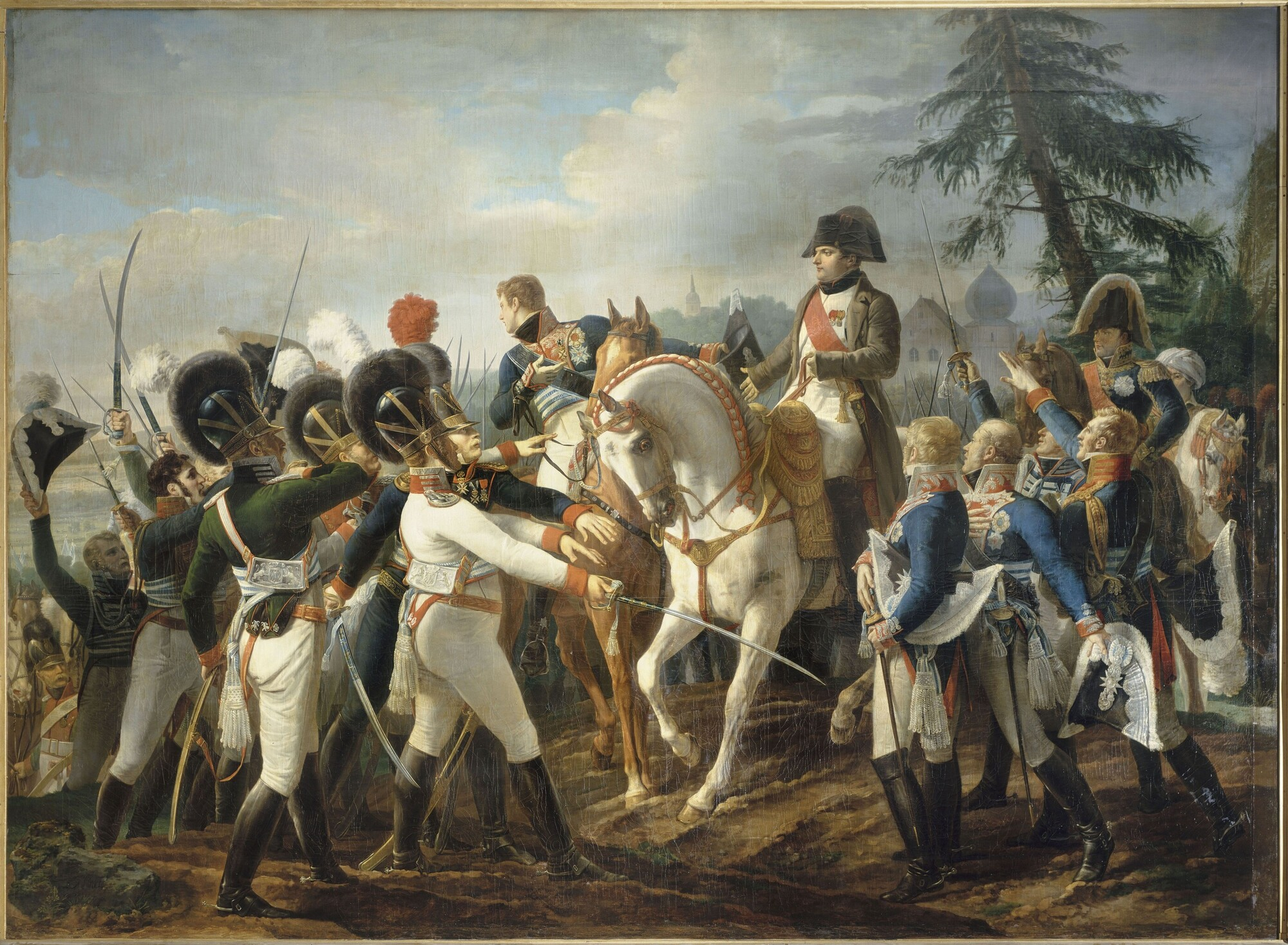
Napoleone acclamato dalle truppe bavaresi e württemberghesi ad Abensberg

Napoleone aveva lasciato Parigi al mattino del 13 aprile per dirigersi, viaggiando in carrozza giorno e notte, prima a Strasburgo, dove giunse il 15 aprile, e poi Ludwigsburg dove, durante l'incontro con il re del Württemberg, si mostrò ottimista e parlò di "marciare su Vienna". Fu in quel momento che l'imperatore apprese da un messaggio del maresciallo Berthier le ultime notizie sull'offensiva austriaca e sulla pericolosa situazione dei corpi della Grande Armata. Napoleone, sconcertato dagli errori del maresciallo, inviò subito una lettera per cambiare completamente il piano di radunata; al maresciallo Berthier scrisse che "bisogna fare esattamente il contrario di quello che avete fatto". Alle ore 10:00 del 16 aprile si rimise in viaggio a marce forzate per raggiungere i suoi soldati.
L'imperatore giunse a Donauwörth alle ore 06:00 del 17 aprile; il maresciallo era assente, e Napoleone dopo aver studiato le carte con la situazione operativa, diramò una prima serie di disposizioni per evitare i pericoli della dispersione dei diversi corpi dell'armata. Essendo ormai troppo tardi per concentrare l'esercito sul Lech, egli stabilì che il III corpo del maresciallo Davout passasse sulla riva meridionale del Danubio e, marciando attraverso Neustadt, raggiungesse subito l'area tra Ingolstadt e Geisenfeld, mentre il VII corpo del maresciallo Lefebvre avrebbe trattenuto il nemico in avanzata dall'Isar per permettere il ripiegamento. Napoleone, che già il giorno precedente a Dillingen con il re di Baviera aveva parlato di "rientrare tra pochi giorni a Monaco", sembrò tranquillo e, dopo aver appreso la direzione di marcia degli austriaci, si mostrò estremamente fiducioso, e ritenne di poter distruggere l'armata nemica e raggiungere Vienna entro un mese.
La notizia dell'arrivo dell'imperatore sul campo di battaglia suscitò inoltre l'entusiasmo dei veterani delle precedenti campagne, tranquillizzati dalla presenza del "rapato"; con un esaltante ordine del giorno in cui annunciava il suo arrivo "con la rapidità di un lampo" e parlava di "garanzia di vittoria", Napoleone sollevò gli animi anche delle reclute e dei contingenti stranieri, galvanizzando ancora una volta le sue truppe. Inoltre Napoleone per consolidare il morale dei soldati si espose direttamente sul campo di battaglia in numerose occasioni, oltre a dimostrare una grande capacità di lavoro e pianificazione strategica e la consueta energia; i soldati apprezzavano l'estenuante impegno personale dell'imperatore e il suo rischioso prodigarsi nei punti decisivi del campo di battaglia.

### Da Teugen a Abensberg
L'ottimismo di Napoleone derivava dall'analisi della situazione sul campo e dalle decisioni dell'arciduca Carlo che il 17 aprile, eccessivamente fiducioso dopo i primi successi, aveva dato inizio all'avanzata verso il Danubio. Entro il 18 aprile cinque corpi d'armata, III, IV, V, I e II di riserva, marciarono in due colonne in direzione di Kelheim allo scopo di attraversare il fiume e sconfiggere il III corpo del maresciallo Davout in cooperazione con i due corpi d'armata rimasti sulla riva settentrionale, e coperti sul fianco sinistro dal VI corpo del generale Hiller. Dopo aver appreso la notizia che il maresciallo Davout in realtà sembrava essere già passato sulla riva meridionale del Danubio, l'arciduca modificò in parte i suoi piani e decise di attaccare i francesi del maresciallo Davout anche da nord, facendo passare il fiume al II corpo del generale Kollowrath.

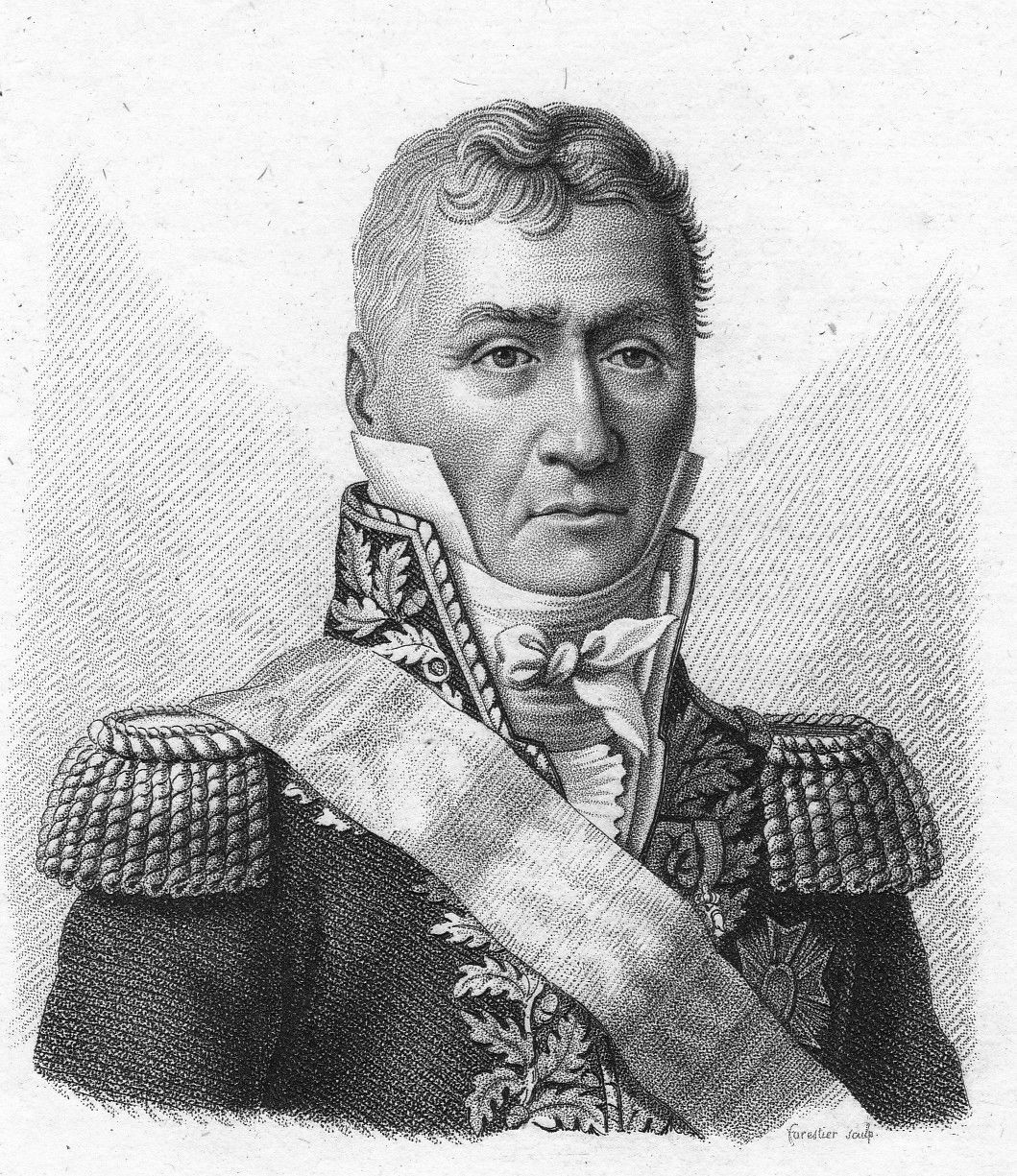
Il generale Louis Friant

Napoleone, considerando gli sviluppi della situazione, riteneva possibile concentrare le sue truppe e passare all'offensiva, minacciando i fianchi e le spalle del nemico e riguadagnando l'iniziativa strategica. Nel pomeriggio del 17 aprile vennero quindi diramati una serie di ordini ai vari corpi per eseguire i piani dell'imperatore; entro 24 ore oltre 170 000 soldati avrebbero dovuto concentrarsi in tre masse principali a est dell'Isar. L'VIII corpo del generale Vandamme doveva raggiungere Ingolstadt con i suoi 13 000 württemburghesi e la divisione del generale Joseph Laurent Demont; entro il 19 aprile il II corpo del maresciallo Oudinot e il IV corpo del maresciallo Massena, con 57 000 uomini, dovevano raggiungere a tappe forzate Pfaffenhofen, prima di marciare direttamente su Frisinga e Landshut alle spalle degli austriaci. Il maresciallo Lefebvre con i bavaresi del VII corpo doveva mantenere i collegamenti tra le due ali della Grande Armata e coprire la marcia del III corpo del maresciallo Davout che, dopo aver lasciato la divisione del generale Louis Friant a Ratisbona, sarebbe passato a sud del Danubio e avrebbe ripiegato verso Abensberg e Geisenfeld. Effettuate queste manovre, le tre masse francesi avrebbero potuto passare all'offensiva. In realtà Napoleone aveva sottovalutato la forza numerica della massa austriaca schierata a sud del fiume, che egli calcolava in un solo corpo d'armata; inoltre il maresciallo Oudinot e il maresciallo Massena erano ancora lontani e non sarebbero stati in grado di raggiungere nei tempi stabiliti Pfaffenhofen.

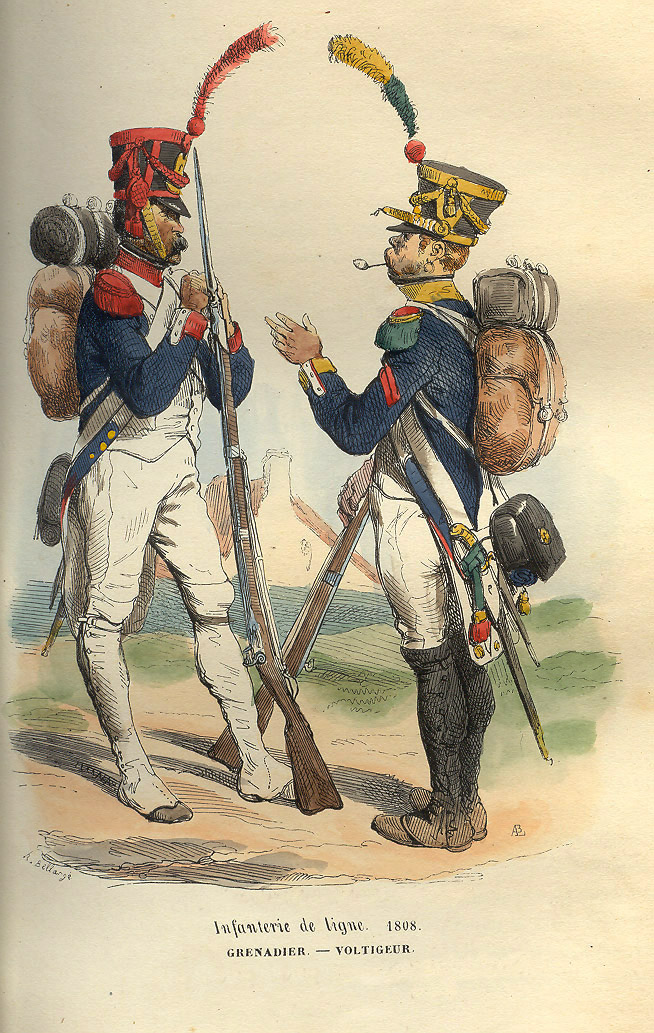
Fanteria di linea francese nelle uniformi del 1808

Il maresciallo Davout quindi, ripiegando lungo la riva meridionale del Danubio con le sue quattro divisioni, rischiava di essere attaccato dalla massa preponderante dell'esercito austriaco sul suo fianco sinistro scoperto. L'arciduca Carlo alle ore 10:00 del 18 aprile decise di sfruttare questa opportunità di sbaragliare il III corpo francese mentre era in movimento e ordinò il raggruppamento a Rohr del III e IV corpo e del I corpo di riserva, mentre l'arciduca Luigi avrebbe coperto il fianco con il V corpo e il II corpo di riserva e il generale Hiller, con il VI corpo, avrebbe continuato a guardare il fianco sinistro dell'armata. Nel tardo pomeriggio del 18 aprile Napoleone comprese che il maresciallo Davout stava per essere attaccato sul suo fianco sinistro da almeno 80 000 soldati austriaci; egli quindi decise di sollecitare l'avanzata del maresciallo Massena, spingendolo ad attraversare subito il fiume Ilm e marciare con la massima urgenza verso Landshut in modo da minacciare le comunicazioni del nemico e costringerlo a modificare i suoi piani. L'imperatore prevedeva, contemporaneamente a questa manovra sulle vie di comunicazioni, di concentrare il III corpo, il VII corpo del maresciallo Lefebvre e l'VIII corpo del generale Vandamme verso Abensberg dove avrebbero potuto attaccare il centro dello schieramento austriaco.

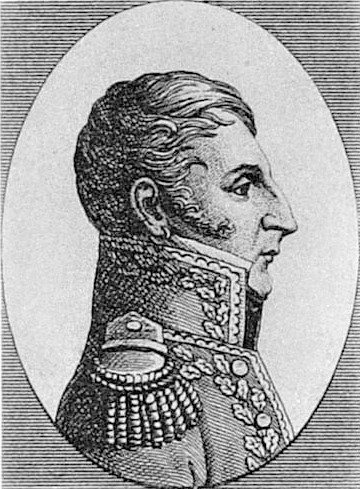
Il generale Louis Saint-Hilaire

La cosiddetta "campagna dei Quattro giorni" ebbe inizio il mattino del 19 aprile quando il maresciallo Davout completò l'attraversamento del Danubio e marciò lungo la riva meridionale in direzione di Neustadt; il maresciallo, non avendo ricevuto le ultime istruzioni di Napoleone, effettuò la manovra con tutte e quattro le sue divisioni, senza lasciare a Ratisbona la formazione del generale Friant e quindi la città rimase difesa solo da una piccola guarnigione di 2 000 uomini che era già minacciata dalle avanguardie del II corpo austriaco del generale Kollowrath. Il primo contatto tra la cavalleria di copertura del maresciallo Davout e le colonne austriache in avvicinamento da Rohr avvenne nella zona di Kelheim e Abbach; tuttavia l'arciduca Carlo aveva eccessivamente disperso il suo schieramento di forze, inviando il I corpo di riserva del generale Liechtenstein a nord verso Ratisbona e il IV corpo del generale Rosenberg verso Weilohe; inoltre l'avanzata austriaca fu troppo lenta e quindi solo i reparti del III corpo del generale Hohenzollern riuscirono effettivamente ad agganciare i francesi nell'area compresa tra le cittadine di Teugen e Hausen. I reparti francesi coinvolti nella battaglia di Teugen erano i 17 000 soldati delle due divisioni di retrovia della colonna in ripiegamento del maresciallo Davout, guidate dal generale Friant e dal generale Louis Saint-Hilaire; formate da unità esperte di veterani, queste formazioni non si fecero sorprendere dal nemico e contennero facilmente gli austriaci del III corpo, respingendo i loro attacchi con pesanti perdite.
Negli scontri, prima i reggimenti della divisione Saint-Hilaire respinsero a sud di Teugen la divisione austriaca Lusignan, quindi l'intervento della divisione Friant permise ai francesi di aggirare il fianco destro degli austriaci del generale Alois Liechtenstein; dopo una serie di confusi scontri nei boschi a sud di Teugen, i reggimenti francesi sconfissero il nemico, costringendolo a ritirarsi a Hausen. Mentre i reggimenti di fanteria leggera francesi dei generali Saint-Hilaire e Friant avevano la meglio tra Teugen e Hausen contro i reparti del III corpo austriaco, le altre due divisioni del III corpo del maresciallo Davout, quella del generale Charles Antoine Morand e quella del generale Charles-Étienne Gudin, poterono agevolmente marciare verso ovest, superare in sicurezza la gola di Saal e ricongiungersi nelle vicinanze di Abensberg con le truppe bavaresi del VII corpo del maresciallo Lefebvre che avevano a loro volta ripiegato dall'Isar per sottrarsi alla pressione del VI corpo austriaco del generale Hiller. L'arciduca Carlo rimase molto deluso per la netta sconfitta a Teugen e decise di ripiegare su posizioni più arretrate e concentrare le sue truppe, ordinando al V corpo dell'arciduca Luigi di avvicinarsi verso est al III e al IV corpo d'armata.
Napoleone trascorse il 19 aprile a Ingolstadt; nel primo pomeriggio apprese dal maresciallo Davout del combattimento in corso a Teugen e Hausen; per rafforzare il suo schieramento sull'ala sinistra, l'imperatore ordinò al generale Vandamme di muoversi con i soldati del Württemberg dell'VIII corpo a Vohburg, in sostegno del maresciallo Lefebvre, e inoltre dispose che il maresciallo Oudinot inviasse con la massima rapidità la divisione del generale Jean Victor Tharreau a Neustadt. Egli soprattutto sollecitò ancora una volta il maresciallo Massena per forzare la marcia del IV corpo verso Frisinga e Landshut per intercettare le comunicazioni dell'esercito austriaco attraverso l'Isar. Napoleone, che era stato raggiunto al quartier generale dal maresciallo Jean Baptiste Bessières e dal maresciallo Jean Lannes, provenienti dalla Spagna, nel pomeriggio apprese di duri scontri in corso tra bavaresi e austriaci a Arnhofen e alle ore 24:00 ordinò al maresciallo Massena, che aveva raggiunto con il IV corpo Pfaffenhofen, di inviare a nord anche la seconda divisione del maresciallo Oudinot. Nella notte Napoleone venne a conoscenza, dai rapporti dei marescialli Davout e Lefebvre, dell'esito degli scontri della giornata; i due comandanti comunicarono la conclusione vittoriosa della battaglia e riferirono che gli austriaci sembravano in ritirata. L'imperatore, fiducioso e ottimista, ritenne quindi che il grosso dell'armata dell'arciduca fosse già stato sconfitto e che fosse possibile sferrare un vasto attacco combinato per frantumare e accerchiare il nemico.

### Battaglia di Abensberg

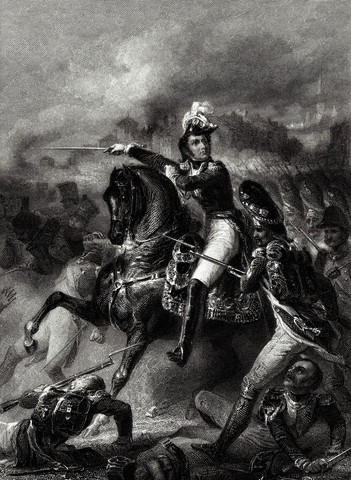
Il maresciallo Jean Lannes, comandante del corpo d'armata provvisorio durante la guerra della quinta coalizione

Il nuovo piano di Napoleone prevedeva di costituire una massa offensiva al centro dello schieramento, intorno ad Abensberg, sotto il comando del maresciallo Lannes che, arrivato al quartier generale sfiduciato e depresso dopo aver partecipato alla guerra in Spagna, aveva ripreso entusiasmo ed energia dopo un lungo colloquio riservato con l'imperatore. Il maresciallo avrebbe preso la guida di un corpo d'armata provvisorio costituito con le divisioni del generale Morand e del generale Gudin, sottratte al III corpo del maresciallo Davout, e con i reparti di cavalleria pesante dei generali Étienne Nansouty e Raymond Saint-Sulpice; sulla destra queste forze sarebbero state appoggiate dal VII corpo bavarese del maresciallo Lefebvre, dall'VIII corpo del generale Vandamme e dalle divisioni del generale Tharreau e del generale Jean Boudet, appartenenti al II corpo del maresciallo Oudinot. Il maresciallo Lannes avrebbe attaccato tra Hausen e Siegenburg, avrebbe sfondato il centro delle linee austriache e, marciando attraverso Rohr e Rottenburg, si sarebbe diretto in direzione di Landshut, dove si sarebbe congiunto con il IV corpo del maresciallo Massena, proveniente da Frisinga. In questo modo, secondo i piani di Napoleone, l'intera ala sinistra austriaca sarebbe stata accerchiata e distrutta. Nel frattempo il maresciallo Davout, con le altre due divisioni del III corpo, quelle dei generali Friant e Saint-Hilaire, sarebbe rimasto sulla difensiva tra Teugen e Abbach in attesa degli sviluppi negli altri settori. L'imperatore, che era giunto ad Abensberg alle ore 09:00 del 20 aprile per assumere il comando diretto, prevedeva anche di accerchiare in un secondo momento l'ala sinistra austriaca che sarebbe rimasta isolata a sud del Danubio; egli riteneva infatti che il ponte di Ratisbona fosse stato già distrutto dalla guarnigione francese.

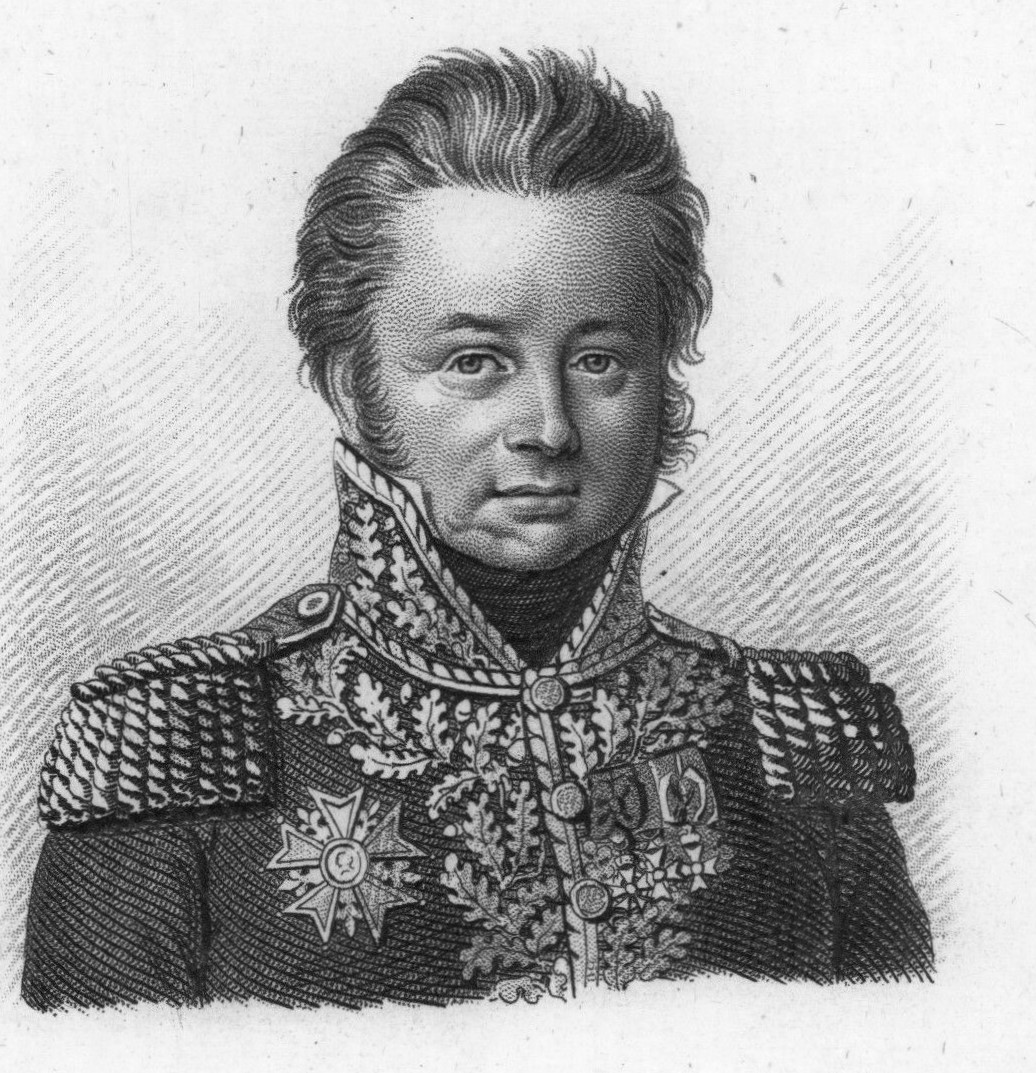
Il generale Charles Antoine Morand

Le difese austriache, costituite da formazioni del III corpo e del V corpo, nel settore di Abensberg erano deboli e impreparate; i reparti del generale Thierry e del generale Pfanzelter, appartenenti al III corpo non erano coordinati e, intimorite dai segni dell'attacco francese e dalla presenza di unità bavaresi vicino a Offenstetten, alle ore 10:00 del 20 aprile iniziarono a ripiegare in differenti direzioni; quindi l'offensiva del maresciallo Lannes ebbe immediato successo. Il reparto del generale Pfanzelter fu attaccato dalla cavalleria francese durante la ritirata verso Langquaid e subì perdite, mentre il generale Thierry rimase isolato e i suoi soldati si dispersero durante il ripiegamento verso Rohr. I tentativi del generale Schustekh, dipendente dal V corpo dell'arciduca Luigi, di soccorrere le truppe del generale Thierry e di difendere Rohr furono inutili: il maresciallo Lannes guidò le sue truppe da Bachl verso Rohr all'inseguimento degli austriaci, la cavalleria pesante del generale Saint-Sulpice e la fanteria della divisione del generale Morand sbaragliarono la resistenza, il generale Thierry e numerosi soldati austriaci furono catturati e i francesi entro le ore 16:00, dopo aver occupato Rohr ed essere avanzati lungo la strada di Rottenburg, raggiunsero la periferia di quest'ultima città.
Nel frattempo, contemporaneamente all'avanzata del corpo provvisorio del maresciallo Lannes su Rottenburg, anche le truppe della Baviera e del Württemberg avevano ottenuto rilevanti successi; mentre due divisioni bavaresi e la divisione francese del generale Demont avanzavano da Offenstetten verso Rohr, un'altra divisione bavarese, supportata dai württemberghesi, aveva attaccato la brigata del generale Federico Bianchi del V corpo austriaco e nel primo pomeriggio aveva occupato dopo dura lotta Biburg. Alle ore 14:00 l'arciduca Luigi ordinò la ritirata generale del suo corpo d'armata e del II corpo di riserva e il generale Bianchi si ritirò ulteriormente fino a Schweinbach; la retroguardia al comando del generale Josef Radetzky mantenne le posizioni a Siegenberg prima di ritirarsi a sua volta lungo la strada di Pfeffenhausen. In serata i soldati austriaci del V corpo e del II corpo di riserva rifluirono nel disordine e nella confusione a Pfeffenhausen dove si congiunsero con altre truppe appartenenti al VI corpo del generale Hiller. Questo generale aveva infatti ripiegato con il suo corpo, schierato inizialmente sul fianco sinistro dell'armata austriaca, prima su Pfeffenhausen e poi su Rottenburg dove arrivò contemporaneamente alle truppe francesi del maresciallo Lannes; gli austriaci riuscirono a trattenere momentaneamente il nemico prima di essere costretti a ritirarsi ulteriormente verso sud-ovest, a Türkenfeld sul fiume Kleine Laaber. Il generale Hiller era ormai cosciente che il VI e il V corpo e il II corpo di riserva erano isolati dal grosso dell'esercito dell'arciduca Carlo e che le comunicazioni erano interrotte dalla presenza delle truppe di Napoleone al centro del fronte; durante la notte il generale Hiller e l'arciduca Luigi, ritenendo impossibile resistere a un nuovo attacco francese, presero la decisione di continuare ad arretrare verso Landshut sull'Isar.

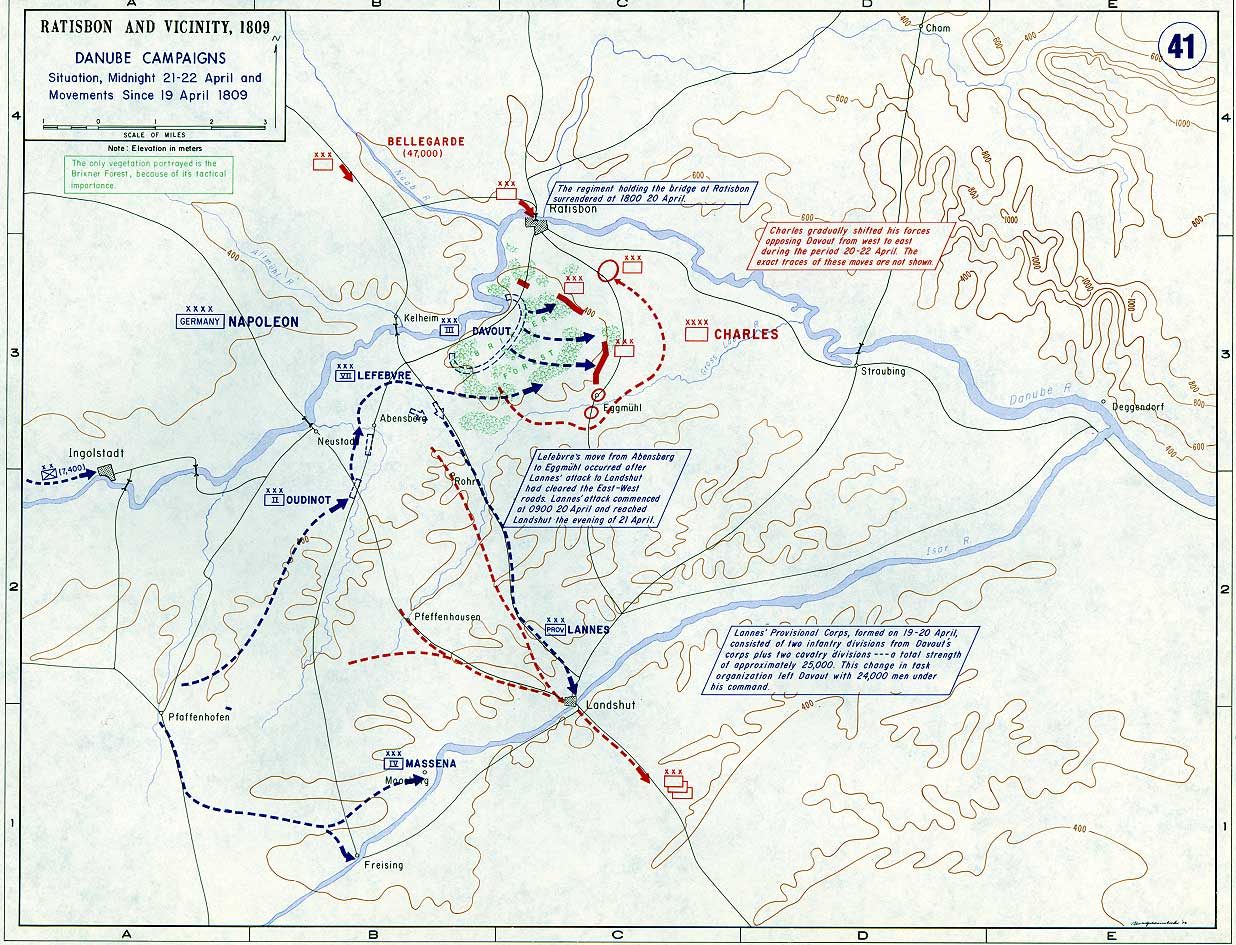
Carta dei combattimenti dal 19 al 21 aprile 1809

La battaglia di Abensberg si concluse quindi con un'importante vittoria francese; nella tarda serata del 20 aprile 1809 Napoleone, che durante la battaglia si era esposto al fuoco galvanizzando con la sua presenza in prima linea le truppe degli alleati tedeschi, arrivò con il suo quartier generale a Rohr, mentre le truppe si concentravano in due gruppi tra Rohr e Rottenburg e tra Schweinbach e Pfeffenhausen. La penetrazione strategica al centro delle linee nemiche organizzata dall'imperatore era riuscita e ora l'esercito austriaco era frazionato in due masse separate. In serata erano arrivate a Neustadt anche le due divisioni del II corpo del maresciallo Oudinot, al comando del generale Tharreau e del generale Boudet e subito il generale Tharreau fece marciare i suoi soldati verso Pfeffenhausen per rafforzare le truppe bavaresi. Nel frattempo il maresciallo Massena con il IV corpo aveva continuato tutto il giorno a far avanzare le sue truppe per sbarrare la linea dell'Isar e impedire la ritirata dell'ala sinistra austriaca come previsto dai piani di Napoleone, ma la marcia era stata rallentata da difficoltà sorte all'attraversamento del fiume Amper e la sera del 20 aprile solo la divisione del generale Michel Marie Claparède e reparti di cavalleria raggiunsero Moosburg, a circa venti chilometri da Landshut, mentre il grosso del IV corpo era ancora a Frisinga.
Al termine dei vittoriosi combattimenti del 20 aprile, Napoleone, molto fiducioso e convinto di avere la possibilità di infliggere al nemico un'"altra Jena", ritenne di aver definitivamente disgregato e sconfitto l'esercito austriaco e che rimanesse solo da distruggerne i frammenti in rotta; egli iniziò subito a pianificare le operazioni per concludere la campagna con uno schiacciante successo. L'imperatore comunicò al maresciallo Davout, di cui aveva avuto scarse notizie durante la giornata, che il nemico principale era stato battuto, che egli avrebbe dovuto affrontare solo delle retroguardie, che era incaricato di attaccare subito con le divisioni Friant e Saint-Hilare, marciando da Langquaid su Ratisbona. Il maresciallo, a cui sarebbe stata assegnata anche la divisione del generale Boudet appena arrivata, sarebbe stato rinforzato dal maresciallo Lefebvre con una divisione bavarese, la divisione del generale Demont e reparti di cavalleria. Napoleone avrebbe invece guidato la marcia principale da Rottenburg su Landshut, all'inseguimento della massa nemica sconfitta ad Abensberg, con il corpo provvisorio del maresciallo Lannes, costituito dalle divisioni Morand e Gudin, la cavalleria del generale Nansouty e le altre due divisioni bavaresi. L'imperatore sperava che nel frattempo il maresciallo Massena sarebbe arrivato con il IV corpo a Landshut da Moosburg, lungo la riva destra dell'Isar, sbarrando il passaggio del fiume e completando l'accerchiamento degli austriaci.

## Seconda fase

### Da Landshut a Eckmühl
In realtà la situazione sul campo era meno favorevole ai francesi e Napoleone aveva ottimisticamente sopravvalutato i risultati dei primi due giorni di battaglia; nello scontro di Abensberg infatti non era stato disfatto il grosso dell'esercito dell'arciduca, come riteneva l'imperatore, ma solo i due corpi dell'ala sinistra austriaca; inoltre a Teugen, il maresciallo Davout aveva respinto solo l'avanguardia del III corpo austriaco; inoltre il maresciallo Massena era in ritardo e non aveva ancora solidamente sbarrato il corso dell'Isar; infine la posizione di Ratisbona e il suo importante ponte sul Danubio non erano più in mano francese. Al mattino del 20 aprile l'arciduca Carlo aveva ritirato il III corpo del generale Hohenzollern e il IV corpo del generale Rosenberg su una linea tra Dünzling e Leierndorf, mentre aveva distaccato a nord verso Ratisbona il I corpo di riserva del generale Liechtenstein. Alle ore 18:00 gli austriaci attaccarono la città, difesa solo tre battaglioni francesi al comando del colonnello Coutard, da sud con il I corpo di riserva e da nord con il II corpo del generale Kollowrath; la guarnigione si arrese e gli austriaci conquistarono la città e il massiccio ponte di pietra. In questo modo erano ristabilite le comunicazioni dell'arciduca attraverso il Danubio e, mentre il I corpo del generale Bellegarde rimase sulla riva settentrionale, il II corpo si trasferì a sud del fiume per rinforzare lo schieramento principale austriaco.

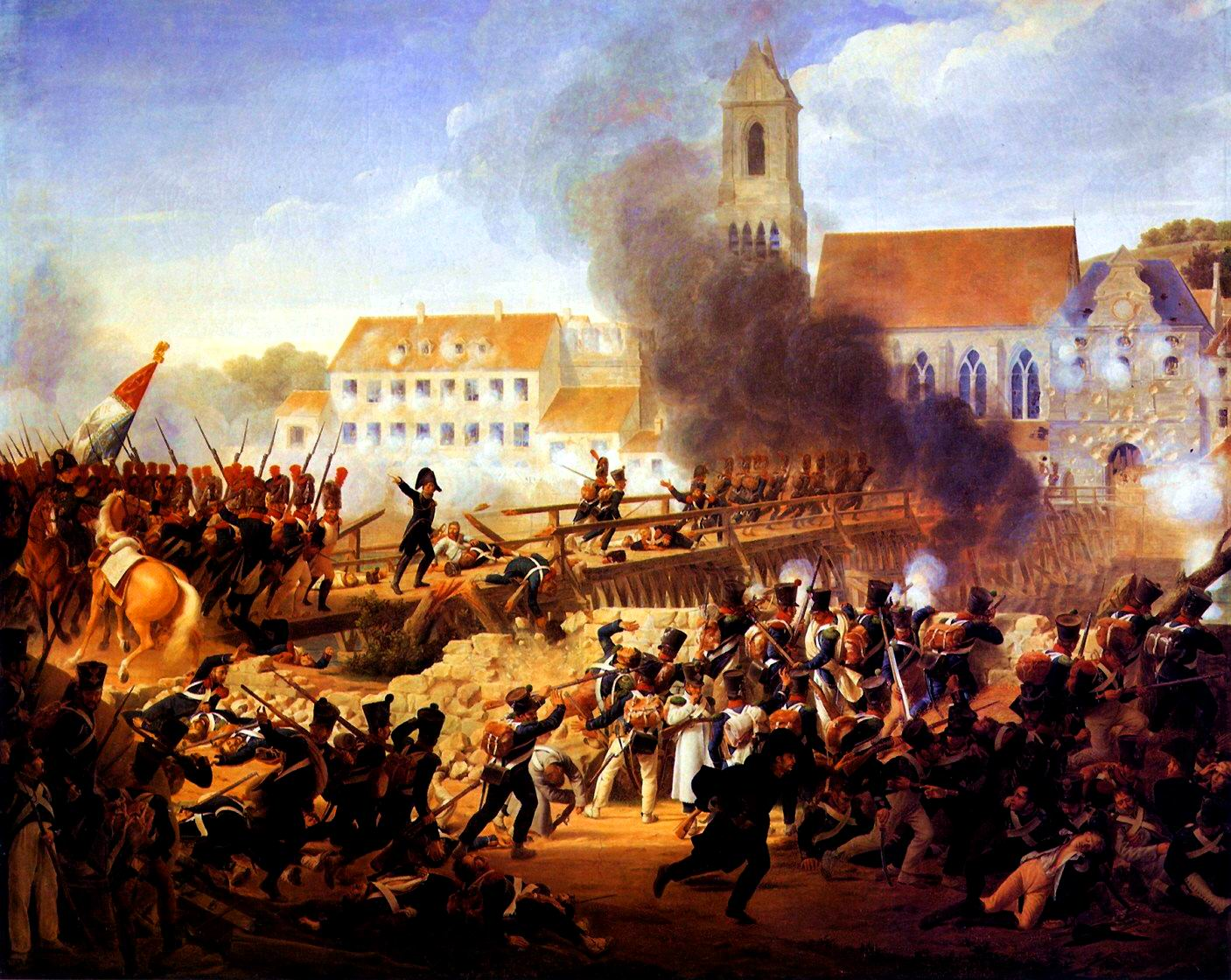
L'attacco francese al ponte di Landshut il 21 aprile 1809

Durante la notte del 21 aprile il generale Hiller e l'arciduca Luigi avevano deciso, dopo la dura sconfitta del giorno precedente, di ripiegare con il II corpo di riserva, il V e il VI corpo verso Landshut; pressate da vicino dai francesi del maresciallo Lannes, le truppe del V corpo arrivarono alle ore 05:00 del mattino; la città era preda del disordine e della demoralizzazione delle truppe, i due ponti strategici Spital e Lend sui bracci dell'Isar attraverso la città furono frettolosamente posti a difesa, mentre i soldati sfilavano verso sud. Alle ore 07:00 il generale Hiller apprese dell'avvicinamento da Moosburg del IV corpo francese del maresciallo Massena e ritenne impossibile difendere a lungo la linea dell'Isar; mentre si combattevano alcuni aspri scontri di cavalleria a nord di Altdorf che si conclusero con la vittoria della cavalleria francese e alleata, l'arciduca Luigi decise di abbandonare Landshut e ripiegare sulle alture a sud del fiume; tre battaglioni furono lasciati nella città per difendere i ponti e rallentare l'avanzata francese.

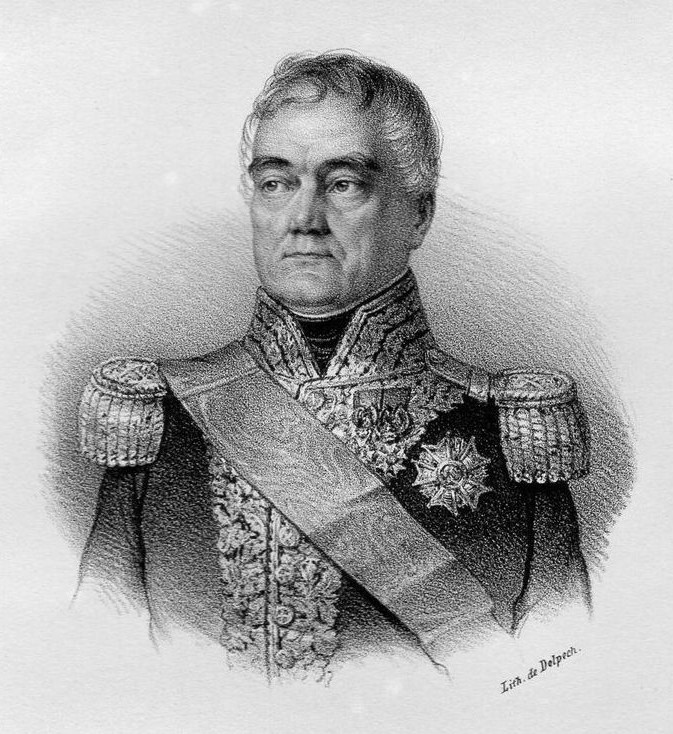
Il generale Georges Mouton guidò l'attacco francese ai ponti di Landshut

Le prime truppe francesi del corpo provvisorio del maresciallo Lannes a raggiungere la periferia settentrionale di Landshut furono due battaglioni di fanteria della divisione del generale Morand; le truppe austriache non avevano avuto tempo di distruggere completamente il ponte Spital e quindi il generale Hiller decise di ripiegare nel quartier di Zwischenbrücken, compreso tra i due ponti, ma quando i francesi della divisione Morand, appoggiati da reparti bavaresi e del Württemberg, iniziarono l'assalto al ponte settentrionale i tre battaglioni austriaci, furono costretti ad abbandonare le loro posizioni e a ritirarsi a sud attraverso il secondo ponte. Numerosi materiali e equipaggiamenti andarono perduti e anche il tentativo di incendiare il ponte Lend non venne completato con successo; gli austriaci tuttavia riuscirono a stabilirsi a difesa dell'uscita meridionale del ponte, sbarrata da pesanti cancelli in pietra, e, barricati negli edifici circostanti e nella chiesa, organizzarono una dura resistenza.
Napoleone, giunto a Landshut con il suo stato maggiore, fu irritato dall'andamento delle operazioni nella città e dal ritardo del IV corpo del maresciallo Massena che non era ancora riuscito a sbarrare la riva destra dell'Isar; egli ritenne necessario conquistare subito i ponti e cercare di agganciare il nemico per impedire che sfuggisse verso est prima dell'arrivo dei soldati del IV corpo d'armata, di cui l'imperatore non aveva notizie precise. Napoleone affidò l'incarico di conquistare subito i ponti e irrompere dentro Landshut al generale Georges Mouton che avrebbe guidato un rapido attacco frontale con i reparti del 17º reggimento di linea, appartenente alla divisione del generale Morand. Il generale Mouton condusse l'attacco con grande energia; i soldati francesi avanzarono all'arma bianca partendo dal primo ponte, superarono la resistenza nello Zwischenbrucken, affrontarono il secondo ponte che stava bruciando e, nonostante le dure perdite a causa del fuoco degli austriaci, arrivarono allo sbocco meridionale. Guidati personalmente dal generale Mouton, i francesi sbaragliarono le difese ai cancelli di pietra, completarono il passaggio del secondo ponte e irruppero dentro le strette strade cittadine dove, nonostante l'inferiorità numerica, affrontarono con successo gli austriaci, creando confusione nelle difese.
I francesi del generale Mouton furono presto rinforzati da reparti bavaresi e del Württemberg e dai soldati del 13º reggimento di linea, e riuscirono progressivamente a superare la resistenza dei difensori austriaci che, provenienti da elementi di quattro battaglioni, continuarono a combattere, nonostante rischiassero di rimanere bloccati dentro la città. Alla fine molte di queste truppe furono catturate, ma riuscirono con la loro dura resistenza a permettere il ripiegamento dell'artiglieria e il completamento della ritirata del V corpo d'armata. Landshut cadde in mano dei francesi alle ore 13:00 del 21 aprile, ma Napoleone, che dopo il successo non mancò di elogiare le sue truppe e di esaltarne il morale con la sua presenza tra i ranghi, rimase deluso per il mancato accerchiamento dell'esercito austriaco e per il ritardo del IV corpo del maresciallo Massena. Durante la notte infatti il generale Hiller riuscì a disimpegnare le sue truppe, che avevano subito oltre 8 000 perdite e avevano perso undici cannoni e molto equipaggiamento, e a ritirarsi con il VI, V e II corpo di riserva verso Neumarkt.
Napoleone si stabilì con il suo quartier generale nel castello di Landshut, mentre le sue truppe si accampavano intorno alla città; l'imperatore aveva ricevuto durante il corso della giornata alcuni rapporti sorprendenti del maresciallo Davout in cui il comandante del III corpo informava di essere impegnato da grandi forze nemiche e riteneva di avere di fronte il grosso dell'esercito austriaco. L'imperatore sembrò inizialmente ancora convinto che invece la massa principale nemica si trovasse nel suo settore e che fosse in ritirata a sud dell'Isar; ma poi dalle informazioni raccolte dai prigionieri si apprese che solo il V e il VI corpo austriaco avevano combattuto a Landshut, inoltre si venne a sapere che Straubing sul Danubio era ancora in possesso degli austriaci e che quindi l'arciduca Carlo poteva ancora ripiegare a nord del fiume attraverso quella località. L'imperatore modificò subito i suoi piani e decise di deviare verso nord con la sua massa principale; mentre l'ala destra si sarebbe diretta a Straubing, il maresciallo Lannes sarebbe avanzato verso Rocking per aggirare il fianco sinistro delle forze nemiche che fronteggiavano il maresciallo Davout tra Hausen e Teugen. Le truppe nemiche in ritirata a sud di Landshut sarebbero state inseguite solo da una forza secondaria al comando del maresciallo Bessières costituita da una divisione di cavalleria, una divisione bavarese e la divisione francese del generale Gabriel Molitor.

### Battaglia a Eckmühl

#### Combattimenti del 21 aprile
La mattina del 21 aprile il maresciallo Davout era passato all'attacco secondo gli ordini di Napoleone contro quelle che erano ritenute solo retroguardie nemiche; in realtà egli aveva di fronte il III e il IV corpo austriaco che tuttavia si trovarono in difficoltà sotto l'attacco francese. Le divisioni del generale Saint-Hilaire e del generale Friant avanzarono sulla riva settentrionale del Grosse Laaber respingendo il reparto del generale Stuttenheim appartenente al IV corpo austriaco; dopo una serie di scontri il generale Rosenberg comandante del IV corpo riuscì a stabilizzare le sue linee tra i villaggi di Unter Laiching e Ober Laiching. A sud il III corpo del generale Hohenzollern fu attaccato dalle truppe del maresciallo Lefebvre, costituite da cavalleria pesante, una divisione bavarese e la divisione del generale Demont, e gli austriaci ripiegarono su Schierling.

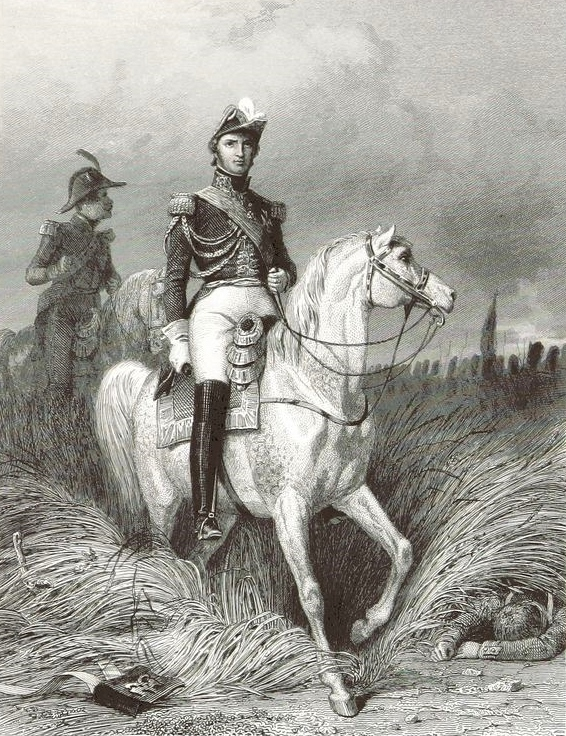
Il maresciallo Louis Nicolas Davout, comandante del III corpo d'armata a Eckmühl

L'arciduca Carlo, avendo ristabilito dopo la conquista di Ratisbona le comunicazioni con i due corpi d'armata a nord del Danubio, aveva previsto di raggruppare le sue forze e passare finalmente all'offensiva il 22 aprile, ma le notizie dei combattimenti della mattina del 21 aprile lo costrinsero di nuovo a modificare i suoi piani. Avendo appreso che il generale Rosenberg si era ritirato con il IV corpo verso i villaggi di Unter e Ober Laiching, egli ordinò al III corpo del generale Hohenzollern di ripiegare a sua volta sulla riva settentrionale del Grosse Laaber e posizionarsi, passando per Eckmühl, alle spalle delle truppe del IV corpo; inoltre il generale Liechtenstein avrebbe dovuto spostarsi con il I corpo di riserva verso Wolkering per rinforzare il fianco destro del IV corpo. Quindi il generale Hohenzollern si ritirò secondo gli ordini dell'arciduca, abbandonando Schierling; il generale Rosenberg, preoccupato per la debolezza del suo fianco sinistro dopo questa ritirata, schierò le sue truppe nei campi scoperti inframezzati da boschi compresi tra i villaggi di Unter e Ober Laiching: due battaglioni coprivano il fianco settentrionale, cinque battaglioni difendevano i terreni a nord e il villaggio di Ober Laiching, un battaglione occupava Unter Laiching e reparti di cavalleria e di fanteria leggera controllavano il territorio a sud, mentre l'artiglieria era posizionata sulla sommità delle colline per coprire con il fuoco i campi aperti.
Le truppe del maresciallo Lefebvre, in avvicinamento sulla destra del III corpo del maresciallo Davout, approfittarono della ritirata del generale Hohenzollern da Schierling; la divisione del generale Demont attraversò il Grosse Laaber a Leiendorf e marciò sulla cittadina, difesa solo da retroguardie austriache. Il primo attacco contro Schierling, condotto dalle truppe bavaresi, venne però respinto dai difensori e solo l'intervento di un battaglione francese permise di occupare il villaggio, mentre più a sud altri reparti del generale Demont avanzavano fino al torrente Allersdorf. A settentrione il maresciallo Davout portò avanti le sue forze per affrontare le difese del IV corpo austriaco del generale Rosenberg; il generale Saint-Hilaire si schierò di fronte a Unter e Ober Laiching, mentre il generale Friant avanzò sul fianco sinistro fino ai villaggi di Dünzling e Obersanding.
Le posizioni sul fianco sinistro del maresciallo Davout, estese fino a Teugen e Abbach e difese solo dalla divisione di cavalleria leggera del generale Louis-Pierre Montbrun, erano più esposte; durante la mattinata vennero rilevati segni di un minaccioso concentramento austriaco in quella direzione. Il maresciallo Davout si preoccupò della sua situazione e inviò alle ore 11:00 un primo rapporto a Napoleone in cui, oltre a descrivere lo svolgimento delle operazioni, comunicò all'imperatore la pessima notizia della caduta di Ratisbona; egli sollecitò anche un aiuto per sostenere il probabile attacco del grosso dell'esercito austriaco. Il maresciallo inoltre rafforzò il suo fianco sinistro trasferendo in quel settore, in aiuto del generale Montbrun, la divisione appena arrivata del generale Boudet, dipendente originariamente dal II corpo d'armata.
Il maresciallo Davout era consapevole di fronteggiare grandi forze nemiche ma intendeva ugualmente mantenere l'iniziativa e, sfruttando il terreno ondulato e boscoso compreso tra Obersanding, Unter e Ober Laiching e Schierling, molto favorevole alle abili tattiche della fanteria leggera francese, riteneva di essere in grado di trattenere e mettere in difficoltà il grosso dell'esercito austriaco in attesa dell'arrivo dei rinforzi richiesti all'imperatore. La fanteria leggera francese poteva dimostrare la sua consueta superiorità nei campi tra Obersanding e Ober Laiching, mentre il maresciallo Lefebvre avrebbe mantenuto il possesso di Schierling sul fianco destro e il generale Friant sul fianco sinistro sarebbe stato rinforzato dalla cavalleria del generale Montbrun che, dopo aver lasciato deboli reparti tra Abbach e Peising, si sarebbe trasferito nel settore di Dünzling. La cavalleria raggiunse queste posizioni alle ore 15:30 del 21 aprile.
Furono quindi i francesi a lanciare i primi attacchi; la fanteria della divisione del generale Saint-Hilaire avanzò verso Unter Laiching, respinse tre compagnie austriache e in un primo tempo entrò nel villaggio, ma, dopo una serie di scontri contro i rinforzi nemici, dovette ripiegare e riperse le posizioni momentaneamente conquistate; violenti bombardamenti dell'artiglieria austriaca bloccarono ulteriori avanzate delle truppe francesi e bavaresi in questo settore. Il villaggio di Ober Laiching venne invece attaccato dal 3º reggimento di linea della divisione Saint-Hilaire e i francesi sembrarono avere la meglio; la resistenza di un battaglione di Grenzer e di reparti di altri tre battaglioni austriaci riuscirono però alla fine a fermare l'avanzata. Per il resto del giorno continuarono violenti scontri di artiglieria e aspri combattimenti locali nei boschi presenti nei terreni a ovest dei due Laiching.
Più a nord attaccò il 15º reggimento leggero della divisione del generale Friant che respinse i Grenzer fuori dai boschi a nord di Ober Laiching e li costrinse a ripiegare verso Obersanding dove però, rinforzati da due battaglioni freschi furono in grado di fermare l'avanzata francese e contrattaccare; anche in questo settore continuarono scontri inconcludenti e confusi con l'afflusso di sempre nuove forze austriache e francesi, i combattimenti terminarono senza risultati importanti e gli austriaci riuscirono a mantenere le posizioni ai margini orientali del boschi. Nella tarda mattinata l'arciduca Carlo, giunto con il suo quartier generale a Höhenberg, si allarmò per l'intensità degli attacchi a cui erano sottoposte le sue forze e ritenne necessario soprattutto rinforzare il IV corpo del generale Rosenberg; dopo aver ordinato al generale Liechtenstein di portare avanti il I corpo di riserva, egli decise di impiegare i reparti del III corpo del generale Hohenzollern per consolidare i settori attaccati. Il III corpo aveva già lasciato, dopo aver abbandonato Schierling, gran parte della Brigata Vukassovič e della Brigata Bieber sulla riva meridionale del Grosse Laaber per coprire Eckmühl; l'arciduca Carlo dispose che ora il generale Hohenzollern inviasse anche una brigata a nord verso Neueglofsheim, e la Brigata Kayser a ovest per rinforzare le difese di Unter e Ober Laiching in supporto del IV corpo.

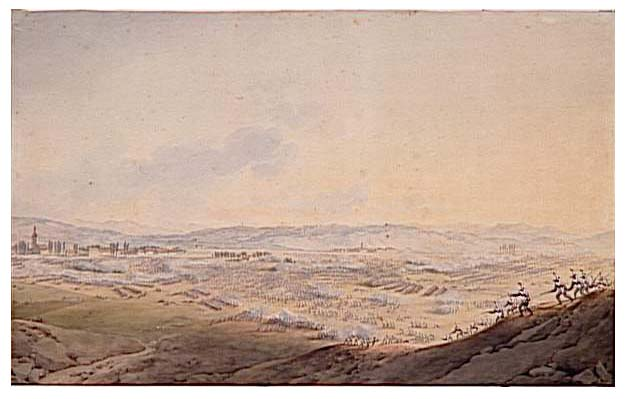
Immagine della battaglia di Eckmühl

L'arciduca Carlo intervenne personalmente per stabilizzare la situazione del IV corpo e, dopo aver ordinato al generale Kollowrath di completare con urgenza lo schieramento a sud del Danubio del II corpo, fece intervenire tre battaglioni a nord di Ober Laiching che affrontarono e fermarono i francesi della divisione del generale Friant che avevano ripreso ad avanzare verso Obersanding. Dopo un'ultima serie di attacchi e contrattacchi, la battaglia si arrestò e l'arciduca Carlo, le cui truppe avevano subito il giorno 21 aprile 3 300 perdite contro 1 900 morti e feriti francesi, ritenne ormai sicura la posizione del IV corpo. Alle ore 19:00 il maresciallo Davout inviò il generale Hippolyte Piré a Landshut per incontrare Napoleone con l'incarico di informare l'imperatore sull'andamento della battaglia; il maresciallo continuava a ritenere di avere di fronte gran parte dell'esercito nemico e si dichiarava preoccupato per il suo fianco sinistro a contatto con il Danubio e per la carenza di munizioni delle sue truppe, egli infine chiedeva chiarimenti sui suoi compiti per il giorno seguente.
La sera del 21 aprile l'arciduca Carlo aveva ricevuto i primi rapporti, concisi e non molto chiari, del generale Hiller sui combattimenti avvenuti all'ala sinistra; il comandante in capo continuava a ritenere di avere di fronte la massa principale dell'esercito francese, guidata da Napoleone, e considerava quindi Hiller in grado di difensere la linea dell'Isar mentre egli avrebbe concentrato le sue forze per affrontare il nemico che si riteneva concentrato tra Abbach e Peising. I piani dell'arciduca prevedevano di sferrare un attacco principale sull'ala destra per tagliare fuori dal Danubio l'armata nemica; mentre il generale Rosenberg avrebbe difeso la cittadina di Eckmühl e la linea del Grosse Laaber con le brigate Bieber e Vukassovič del III corpo e avrebbe sbarrato con il IV corpo l'area compresa tra Unter Laiching e Obersanding, tre colonne principali avrebbero condotto l'attacco.
La prima colonna sarebbe stata costituita dal II corpo del generale Kollowrath che avrebbe attaccato scendendo da Ratisbona a partire dalle ore 14:00 del 22 aprile verso Abbach; la seconda colonna, guidata dal generale Liechtenstein, avrebbe marciato dalle ore 13:00 da Gebelkofen verso Weillohe, infine la terza colonna, formata dalle truppe rimaste al III corpo del generale Hohenzollern, sarebbe avanzata da Dünzling verso Peising. In complesso l'arciduca, che manteneva disponibile una riserva di 15 600 uomini, aveva schierato 18 000 soldati sul fianco sinistro tra Eckmühl e Obersanding sulla difensiva e una massa offensiva di quasi 50 000 uomini al centro e sul fianco destro.
In realtà le valutazioni strategiche dell'arciduca Carlo erano errate; egli aveva di fronte solo una parte minore dell'esercito francese, guidata dal maresciallo Davout; il vero pericolo proveniva da sud dove la massa principale nemica, guidata personalmente da Napoleone, si stava avvicinando rapidamente e minacciava di sbaragliare la debole ala sinistra austriaca sul Grosse Laaber e tagliare le vie di comunicazione dell'esercito dell'arciduca.

#### Combattimenti del 22 aprile
Il generale Piré raggiunse Napoleone a Landshut nelle prime ore del 22 aprile; l'imperatore quindi apprese in modo preciso della situazione del maresciallo Davout e delle sue valutazioni della disposizione delle forze nemiche; alle ore 02:30 Napoleone prese le prime decisioni; ritenendo che l'arciduca Carlo fosse ancora deciso a ritirarsi verso Vienna, egli dispose che il grosso delle sue truppe marciasse su Passau mentre il III corpo sarebbe stato inizialmente rinforzato dall'VIII corpo del generale Vandamme che si sarebbe diretto su Ergeltsbach per prendere contatto con il fianco destro del maresciallo Davout. Subito però arrivarono ulteriori notizie; il maresciallo Davout confermò che gli austriaci non davano segno di volersi ritirare, mentre il generale Saint-Sulpice, inviato in esplorazione con la sua cavalleria, riferì di non aver individuato colonne nemiche nell'area di Straubing e Landau; questi fatti nuovi cambiarono le valutazioni strategiche di Napoleone e l'imperatore decise immediatamente di modificare i suoi piani.

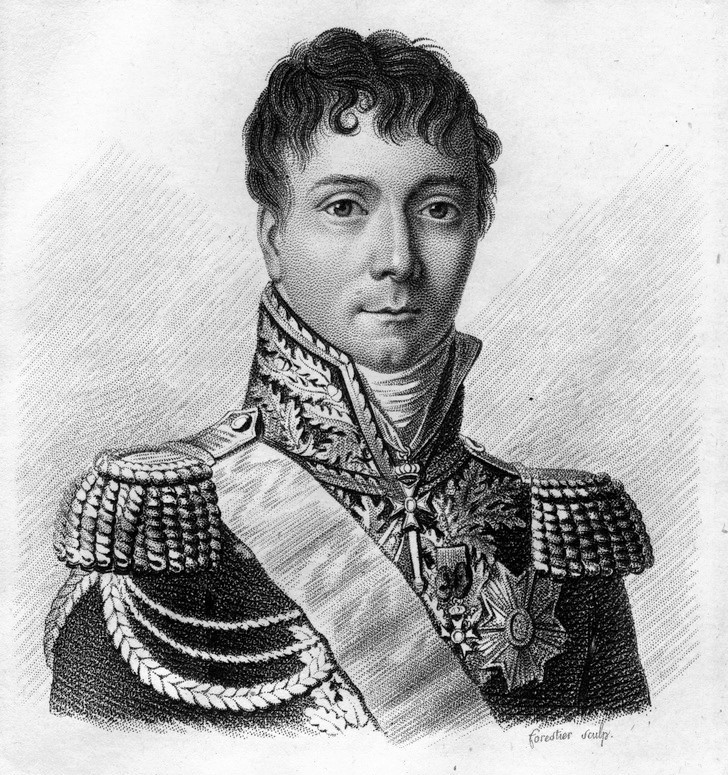
Il generale Charles-Étienne Gudin

Napoleone decise di marciare a tappe forzate verso nord in direzione di Eckmühl con la massa principale delle sue forze per attaccare sul fianco e alle spalle le forze dell'arciduca che sarebbero state di nuovo agganciate frontalmente dal maresciallo Davout; in un messaggio al maresciallo Davout, scritto alle ore 04:00 del mattino, Napoleone informò delle sue decisioni e promise di arrivare sul campo di battaglia entro le ore 12:00 con 40 000 soldati del corpo di riserva del maresciallo Lannes e del IV corpo del maresciallo Massena; solo le truppe del maresciallo Bessières avrebbero continuato l'inseguimento del generale Hiller. L'imperatore contava di schiacciare l'armata austriaca "entro oggi o domani al massimo". Napoleone mostrò il consueto dinamismo e forzò al massimo l'avanzata verso nord delle sue truppe; i soldati del corpo del maresciallo Lannes riuscirono a percorrere nella mattinata del 22 aprile da 27 a 32 chilometri.
La giornata del 22 aprile iniziò con una densa nebbia che impedì precise ricognizioni fino alle ore 08:00 del mattino; il generale Rosenberg, comandante del IV corpo austriaco, tuttavia sembrò preoccupato per la situazione; le truppe francesi davanti alle sue linee erano inattive e apparivano in attesa di nuovi avvenimenti, per evitare sorprese egli inviò alcuni suoi reparti a occupare le posizioni vicino a Schierling, a sudovest da Unter Laiching e avvertì l'arciduca Carlo della presenza di cavalleria francese nel suo settore. Più tardi nella mattinata il comandante del IV corpo apprese la notizia ancor più preoccupante della presenza di altra cavalleria nemica a Ergeltsbach che sembrava avanzare minacciosamente verso nord in direzione di Eckmühl. Il primo contatto tra le forze di Napoleone provenienti da Landshut e le deboli difese austriache ancora presenti a sud del Grosse Laaber, nelle colline di Lindach, avvenne tra le ore 13:00 e le ore 14:00; furono elementi dei quattro battaglioni di soldati del Württemberg inviati all'avanguardia dal generale Vandamme che attaccarono il villaggio di Buchhausen, difeso da due battaglioni di Grenzer e quattro squadroni di Ussari. Dopo una serie di scontri il generale austriaco Vukassovič fece ripiegare le sue truppe a nord del fiume e i Grenzer si schierarono a difesa del ponte e del villaggio di Eckmühl, mentre l'altra brigata austriaca, al comando del generale Bieber, si posizionava sulla sinistra per difendere il villaggio di Rogging.
Le forze francesi e alleate avevano rapidamente occupato le alture a sud del Grosse Laaber; Napoleone arrivò subito sul posto e poté osservare il vasto campo di battaglia, comprese le linee del maresciallo Davout a nord-ovest; egli decise di affrettare i tempi e di attaccare in forze l'ala sinistra austriaca; il piano dell'imperatore prevedeva che i württemberghesi avrebbero dovuto avanzare a nord, conquistare il ponte sul fiume e assaltare Eckmühl, permettendo soprattutto alla cavalleria di portarsi sulla riva settentrionale. Napoleone invece ordinò al maresciallo Lannes di marciare sulla destra con le divisioni del generale Morand e del generale Gudin, attraversare a sua volta il Grosse Laaber, occupare Rogging e cercare di prendere sul fianco e alle spalle lo schieramento dell'esercito austriaco.

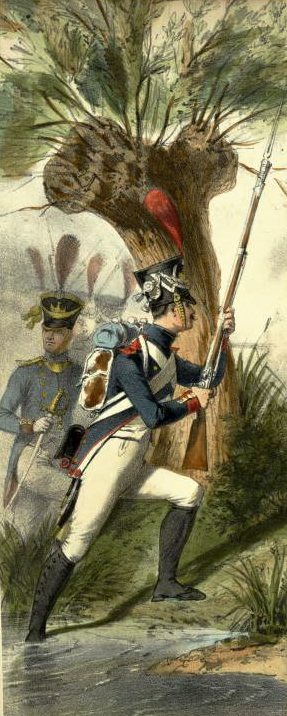
Soldati francesi in azione

Il maresciallo Davout, dopo aver udito il rumore dei cannoni in azione a sud-est, prese l'iniziativa e alle ore 14:00 passò all'attacco con le sue forze per agganciare lo schieramento nemico di fronte alle sue truppe; il generale Friant riprese il movimento verso Obersanding, mentre il generale Saint-Hilaire avanzò verso Unter Laiching. Anche le truppe bavaresi si mossero a sud di questo villaggio e la divisione del generale Demont marciò sulla riva settentrionale del Grosse Laaber in direzione di Eckmühl, seguita da un'altra divisione bavarese proveniente da Langquaid e Schierling. Infine alle ore 15:00 Napoleone, avendo raggruppato buona parte delle sue forze sul fianco sinistro austriaco, diede inizio all'attacco generale da sud; il generale Gudin mosse sulla destra per trovare un punto di attraversamento del Grosse Laaber nei pressi di Rogging, mentre le truppe del Württemberg, costituite da fanteria leggera, attaccarono direttamente verso il ponte e la cittadina di Eckmühl; alle ore 16:00 il maresciallo Davout venne avvertito dell'inizio dell'attacco generale da dieci salve di cannone sparate dalla divisione del generale Gudin, che costituivano il segnale concordato in precedenza per lettera con l'imperatore.
Il generale Rosenberg, comandante del IV corpo, era consapevole dell'ammassamento francese sul suo fianco sinistro e informò l'arciduca Carlo dei pericolosi sviluppi della situazione; egli cercò anche di rafforzare le difese sul Grosse Laaber aggregando alla brigata del generale Vucassovič alcune truppe di rinforzo. Il combattimento per il ponte e la cittadina di Eckmühl fu molto duro, i Grenzer austriaci si batterono coraggiosamente contro la fanteria leggera württemberghese che fu respinta due volte. Il terzo tentativo ebbe successo e i soldati tedeschi irruppero oltre il ponte e affrontarono un aspro combattimento ravvicinato dentro la cittadina, nelle strade e nel castello; con il concorso finale di un battaglione del 12º reggimento di linea francese della divisione del generale Gudin, che aveva attraversato il fiume, le difese austriache furono sopraffatte. Furono catturati circa trecento prigionieri e il ponte e la città di Eckmühl vennero conquistati.
Mentre si combatteva aspramente a Eckmühl, Napoleone aveva messo in movimento sulla destra le due divisioni del corpo d'armata provvisorio del maresciallo Lannes e aveva ammassato a sud del Grosse Laaber le sue forze di cavalleria che, costituite da 53 squadroni, si stavano allineando pronte ad attraversare il fiume. Dopo il successo della fanteria leggera württemberghese, le divisioni di cavalleria di Nansouty e Saint-Sulpice poterono iniziare ad attraversare e si schierarono sulla riva settentrionale insieme ai reparti di cavalleria del Württemberg e della Baviera. Nel frattempo il generale Gudin era riuscito a sua volta a trovare un punto di attraversamento del Grosse Laaber a Stangmühl, a mezza via tra Eckmühl e Rogging; le truppe francesi passarono il fiume e respinsero le deboli avanguardie austriache della brigata Bieber.
L'arciduca Carlo apprese tra le 13:00 e le 14:00, nel suo comando a Thalmassing, le notizie, inviate dal generale Rosenberg, dell'arrivo di grandi forze francesi dalla strada di Landshut; egli, finalmente consapevole del pericolo proveniente da sud, ritenne che fosse troppo tardi per organizzare un completo rischieramento delle sue forze che erano già in movimento per mettere in atto il piano offensivo contro il fianco sinistro del maresciallo Davout. L'arciduca decise quindi di cercare di evitare una battaglia generale, di affidare al IV corpo del generale Rosenberg il difficile compito di trattenere l'attacco convergente da due direzioni del nemico e raggruppare più indietro le sue forze per eventualmente ripiegare a nord del Danubio attraverso il ponte di Ratisbona. Dopo le ore 14:00 l'arciduca Carlo ordinò quindi al generale Rosenberg di combattere con i suoi 18 000 uomini una battaglia di contenimento, mentre diede disposizioni immediate agli altri comandanti di interrompere la marcia e iniziare a ripiegare verso Ratisbona. Il compito del IV corpo, attaccato da quasi 90 000 soldati francesi e alleati concentrati da Napoleone sul campo di battaglia, appariva veramente difficile.

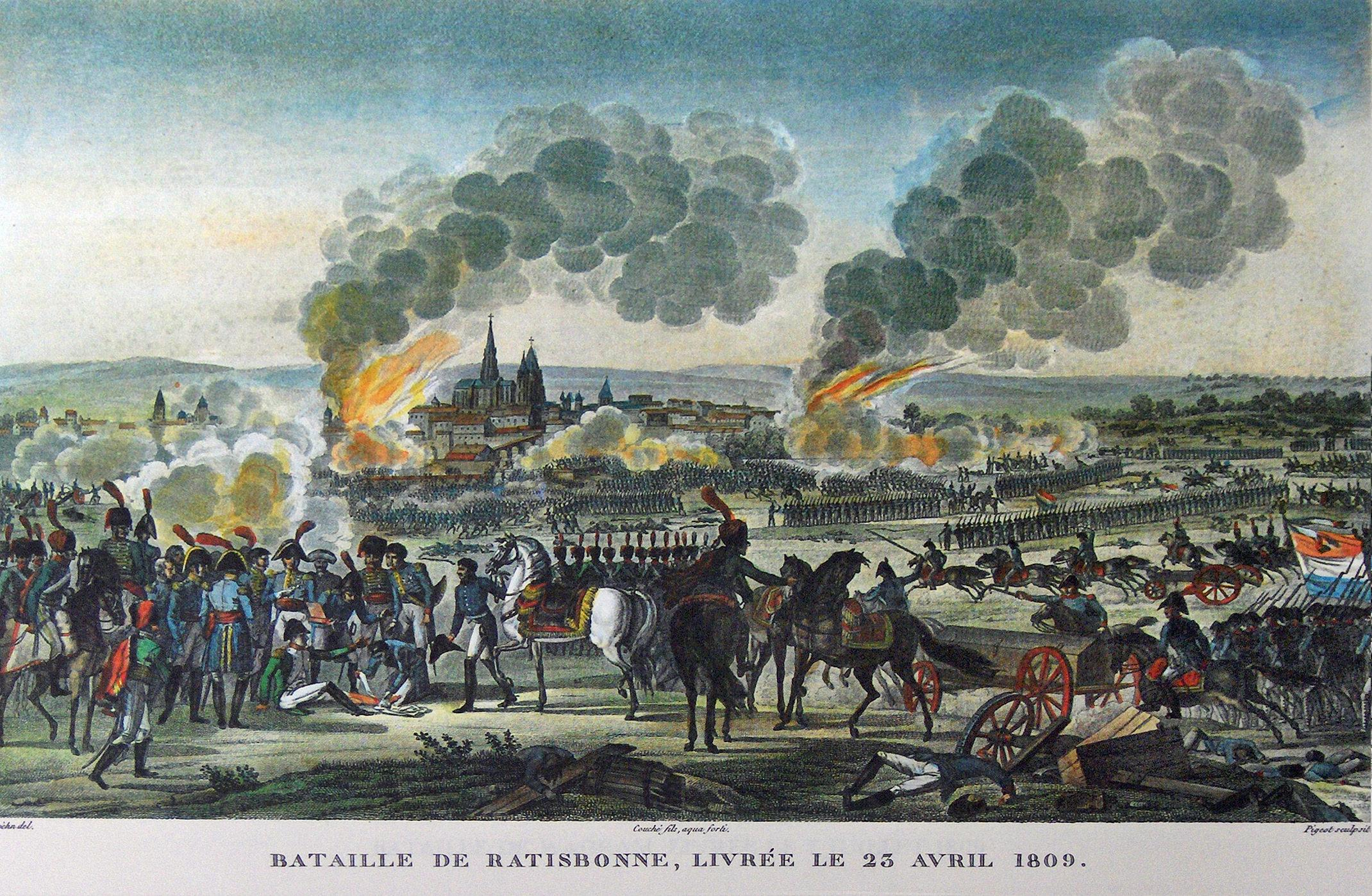
Il leggero ferimento di Napoleone durante l'assalto a Ratisbona

Dalle ore 16:00 ebbe inizio la fase decisiva dei combattimenti; mentre la cavalleria francese e alleata si raggruppava sulla riva settentrionale del Grosse Laaber, il maresciallo Davout cercò di coordinare i suoi attacchi frontali con l'offensiva delle nuove forze guidate dall'imperatore e le sue divisioni affrontarono una dura resistenza; la divisione del generale Saint-Hilaire ottenne i maggiori successi, il 10º reggimento leggero riuscì a conquistare il villaggio di Unter Laiching, tranne la zona del cimitero i cui difensori furono sopraffatti solo più tardi, e proseguì verso i boschi dove dovette combattere aspramente contro un reggimento austriaco. I francesi furono supportati sulla destra dall'intervento di reparti bavaresi di fanteria e cavalleria che respinsero una serie di contrattacchi della cavalleria nemica e contribuirono a sloggiare i difensori dai boschi e a occupare il cimitero di Unter Laiching. La fanteria leggera francese e i fucilieri bavaresi riuscirono alla fine, dopo scontri molto intensi, a superare la resistenza di due reggimenti austriaci al comando del generale Stutterheim che ripiegarono, su ordine del generale Rosenberg, verso la strada di Ratisbona.
Anche a nord di Unter Laiching i francesi della divisione del generale Friant passarono all'attacco, contrastati da un battaglione di Grenzer; il 108º e il 111º reggimento di linea respinsero il nemico, conquistarono Ober Laiching e quindi affrontarono nei boschi altri reparti austriaci di rinforzo; il 48º reggimento di linea marciò verso Obersanding per aggirare il fianco destro del IV corpo austriaco. Mentre il maresciallo Davout esercitava una violenta pressione frontale, a sud lungo il Grosse Laaber la manovra del generale Gudin per aggirare il fianco sinistro nemico era in pieno svolgimento; i francesi dovettero superare l'efficace resistenza della brigata del generale Bieber che rallentò la loro avanzata a nord del fiume. Alla fine le difese furono superate, le truppe francesi occuparono le alture di Rogging e proseguirono l'avanzata, intralciati da alcune tenaci azioni di retroguardia degli austriaci. Il generale Rosenberg ritenne impossibile continuare la resistenza e ordinò quindi a tutti i suoi reparti di fanteria di ripiegare su Thalmassing, mentre la cavalleria e l'artiglieria avrebbero cercato di rallentare l'inseguimento del nemico. Il piano di Napoleone aveva quindi avuto pieno successo; la manovra di attacco frontale tra Eckmühl e Ober Laiching coordinata ad azioni di aggiramento sui fianchi a Obersanding e a Rogging, prevista dagli schemi tattici preferiti dall'imperatore, era stata portata a termine e il nemico era stato sorpreso e battuto.

### Ritirata austriaca e riconquista di Ratisbona
A causa della difficile situazione del IV corpo, ormai in piena ritirata, l'arciduca Carlo ritenne perduta la battaglia e accelerò il ripiegamento generale di tutto il suo esercito verso Ratisbona per mettersi in salvo a nord del Danubio; il movimento, ordinato tra le ore 17:00 e le ore 18:00 del 22 aprile, si svolse incessantemente durante la notte del 23 aprile, mentre la cavalleria pesante si schierava ad Alteglofsheim per coprire la manovra. Le truppe del IV corpo del generale Rosenberg e del III corpo del generale Hohenzollern dovettero combattere durante la ritirata sotto la pressione del generale Saint-Hilaire che avanzava verso nord e del generale Friant che marciava su Thalmassing; anche la cavalleria pesante francese era in avvicinamento da sud.

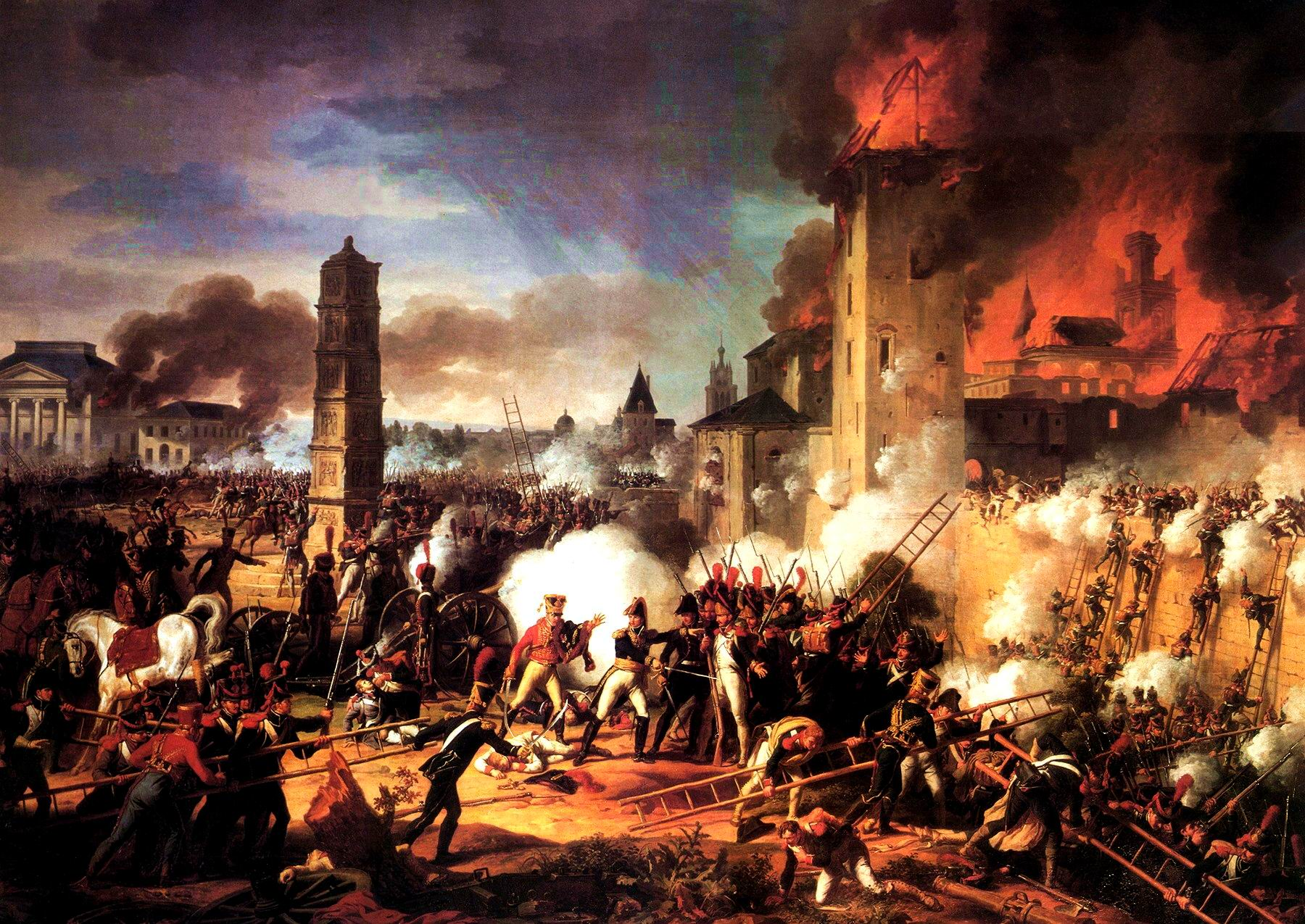
Il maresciallo Jean Lannes guida l'assalto a Ratisbona

Napoleone raggiunse in serata Eglofsheim dove si incontrò con i marescialli Lannes e Massena; dopo aver in un primo tempo deciso di continuare immediatamente l'inseguimento con tutte le sue forze, l'imperatore dovette convenire che le truppe francesi erano troppo stanche, dopo giorni di marce forzate, per riprendere nella notte le operazioni; quindi assegnò solo alla cavalleria il compito di proseguire l'azione contro l'esercito austriaco in ritirata. Napoleone ritenne pericoloso affrontare uno scontro notturno; le truppe delle divisioni del generale Morand e del generale Gudin erano esauste e i soldati avevano assoluto bisogno di riposo e di sonno; anche le truppe tedesche del Württemberg erano molto provate.
A partire dalle ore 19:00 del 22 aprile si accesero violenti scontri di cavalleria a sud di Altglofsheim tra ventinove squadroni austriaci, impegnati dall'arciduca Carlo per coprire la sua ritirata generale e sessantasei squadroni francesi e alleati delle divisioni di cavalleria dei generali Nansouty e Saint-Sulpice; i combattimenti furono molto duri ma la cavalleria austriaca, impegnata in raggruppamenti isolati e priva di artiglieria era molto inferiore alle forze francesi, impiegate in massa e sostenute da diciotto cannoni. Dopo una serie di scontri la cavalleria austriaca venne sopraffatta e dovette ripiegare, mentre un crescente disordine, che coinvolse lo stesso arciduca Carlo, si diffondeva tra le colonne in ritirata verso Ratisbona. L'arciduca ritenne impossibile attestare le sue truppe disorganizzate e demoralizzate sulle colline a sud della città e quindi durante la notte iniziò la ritirata dei reparti a nord del Danubio; oltre al ponte di pietra gli austriaci impiegarono anche un ponte di barche costruito più a est, e le truppe poterono continuare ad attraversaere il fiume senza essere contrastati dai francesi, sotto la copertura di cinque battaglioni del II corpo e 6 200 cavalieri. Napoleone arrestò durante la notte il suo esercito su una linea da Obersanding ad Alteglofsheim.
L'imperatore riprese l'inseguimento con tutte le sue forze al mattino del 23 aprile: egli intendeva bloccare la ritirata dell'arciduca a sud del Danubio e completare la vittoria, ma gli avvenimenti furono inizialmente deludenti; gran parte dell'esercito austriaco aveva ormai ripiegato a nord del fiume e il primo attacco francese contro la fortezza di Ratisbona, difesa dalla guarnigione austriaca, fu respinto. Napoleone temeva di rimanere bloccato da un lungo assedio della fortezza e riteneva importante occupare la posizione strategica; egli quindi sollecitò con energia la rapida ripresa degli attacchi per conquistare al più presto Ratisbona; il maresciallo Lannes fu incaricato di guidare l'assalto decisivo. Durante questa fase dei combattimenti Napoleone fu lievemente ferito a un piede e si diffusero tra le truppe voci di un suo grave ferimento; l'imperatore quindi, per tranquillizzare i suoi uomini, decise di mostrarsi e cavalcò tra le linee, suscitando il consueto entusiasmo dei soldati. Il maresciallo Lannes guidò personalmente l'attacco finale alla fortezza di Ratisbona; dopo due tentativi falliti della divisione del generale Morand, il maresciallo spronò energicamente le truppe e si mostrò audacemente in prima linea; i soldati riuscirono finalmente a entrare nella città e la guarnigione austriaca si arrese.
Tuttavia la brillante riconquista di Ratisbona non modificò la situazione strategica globale; l'esercito austriaco aveva ormai ripiegato in Boemia e aveva due giorni di vantaggio sull'armata francese; l'arciduca Carlo era sfuggito alla distruzione, anche il maresciallo Massena non era riuscito con il IV corpo a occupare i ponti di Straubing. Napoleone dovette concludere che la sua manovra non aveva raggiunto un risultato decisivo e che la guerra sarebbe continuata.
Dopo avere in un primo momento ipotizzato di seguire l'arciduca a nord del Danubio e ricercare una battaglia decisiva in Boemia, il 29 aprile Napoleone decise invece di rimanere a sud del fiume e marciare contro il raggruppamento austriaco del generale Hiller che si stava ritirando a est di Landshut, e quindi dirigere verso Vienna. Egli riteneva importante occupare la capitale nemica e soprattutto considerava decisivo per ragioni strategiche raggiungere una posizione centrale mantenendo separati l'esercito dell'arciduca Carlo, ritornato sconfitto e demoralizzato in Boemia, e le truppe dell'arciduca Giovanni che stavano ripiegando dall'Italia verso nord, inseguiti dall'armata d'Italia del principe Eugenio di Beauharnais.

## Bilancio e conseguenze
(Dalla lettera inviata dall'arciduca Carlo a Napoleone il 28 aprile 1809)
Anche se l'esito della cosiddetta "campagna dei Quattro giorni" non fu decisivo e la guerra sarebbe continuata ancora a lungo con alterne vicende, la fase dei combattimenti in Baviera culminati nella battaglia di Eckmühl è stata considerata da alcuni storici una delle più brillanti dimostrazioni di Napoleone delle sue doti di condottiero, della sua capacità strategica e della sua magistrale abilità nel movimento coordinato di grandi masse di truppe; anche l'imperatore si mostrò orgoglioso della sua attività in questo periodo della sua carriera militare. Appena arrivato sul campo di battaglia, Napoleone cambiò in poche ore la situazione, galvanizzò le sue truppe, in parte composite e inesperte, e inflisse una serie di sconfitte all'esercito nemico. L'arciduca Carlo venne ripetutamente sorpreso e si mostrò indeciso e timoroso; l'esercito austriaco venne frantumato in due gruppi separati a nord e a sud del Danubio, e perse nel complesso oltre 30 000 soldati tra morti, dispersi e prigionieri, di cui 10 000 ad Abensberg il 19 aprile e 10 700 solo il 22 aprile a Eckmühl.
Napoleone elogiò i soldati e anche i suoi luogotenenti, in particolare il maresciallo Lannes e il maresciallo Massena dimostrarono la solita combattività, il generale Saint-Hilaire si meritò l'encomio personale dell'imperatore, mentre il maresciallo Davout, per gran parte della battaglia isolato dal grosso delle forze francesi, ricevette, per la grande abilità tattica mostrata, il titolo di "principe di Eckmühl".
L'arciduca Carlo rimase impressionato dalla potenza dell'esercito francese guidato dall'imperatore e, demoralizzato dalla serie di sconfitte, fin dal 23 aprile aveva scritto al fratello Francesco I un messaggio dove, dopo aver parlato di "metà dell'esercito in disfacimento", sollecitava l'apertura di trattative di pace per salvaguardare la dinastia e lo stato asburgico. Il 28 aprile addirittura l'arciduca scrisse personalmente a Napoleone una lettera in cui si complimentava con enfasi per la rapidità e l'efficacia dell'intervento dell'imperatore nella battaglia e si proponeva come mediatore per il ristabilimento della pace tra i due Stati. Napoleone non prestò alcun'attenzione a questo sorprendente messaggio del condottiero nemico.